# Динамо (футбольный клуб, Санкт-Петербург)
«Дина́мо» — российский футбольный клуб из Санкт-Петербурга.
В сезоне 1936 года команда была одним из основателей советской Высшей лиги наряду с московским «Динамо», «Динамо» Киев, «Спартак», «ЦДКА», «Локомотив» и «Красная Заря» Ленинград.
Клуб является 29-кратным чемпионом Санкт-Петербурга и 14-кратным обладателем Кубка Санкт-Петербурга. 4 раза занимал пятое место в чемпионате СССР (1940, 1945, 1946, 1952) и 3 раза выходил в полуфинал Кубка СССР (1938, 1947, 1952).
После распада Советского Союза рекордными достижениями команды являются пятое место в Первой лиге в сезоне 2003 года и выход в 1/8 финала Кубка России по футболу в сезонах 2002 и 2017/2018. За прошедшие годы клуб расформировали и воссоздавали не менее восьми раз.
В 2018 году клуб переехал в город Сочи. В апреле 2019 года был воссоздан футбольный клуб, участвовавший в первенстве Санкт-Петербурга.
Выступает во второй лиге (дивизион «Б», группа 3).

## Названия
- 1922 — Команда Государственного политического управления Петроградского района;
- 1923—1990 — «Динамо»;
- 1991—1994 — «Прометей-Динамо»;
- 1995—1999 — «Динамо»;
- 2000 — «Динамо-Стройимпульс»;
- 2001—2003 — «Динамо СПб»;
- С 2007 — «Динамо» (на официальном сайте клуба помимо названия «Динамо» Санкт-Петербург также использовались варианты «Динамо-СПб»[3], «Динамо СПб», «Динамо-Санкт-Петербург»[4]).

## История

### 1922–1935: Формирование и первые годы
18 февраля 1922 года по запросу и вызову Петроградской чрезвычайной комиссии (в марте 1922 ПЧК реорганизована в отдел городского Управления ГПУ) был откомандирован в ПЧК для работы в Ударной группе по ликвидации бандитизма в Ленинграде Леонид Дмитриев, который стал главным инициатором и идейным вдохновителем создания новой футбольной команды. Тогда в Петроградской ЧК возникла идея об организации спортивной работы, в т. ч. создании первой футбольной команды в Управлении: разговоры шли урывками, в коридорах, в столовой. В итоге была образована группа единомышленников в составе Дмитриева, Петра Имбрата и Якова Хаскина. Несколько позже они входили в инициативную группу, которая вела организаторскую работу до созыва первого областного Совета «Динамо».
И весной 1922 года была образована секция футбола, а при ней организован футбольный коллектив при клубе им. Урицкого (клуб ППОГПУ в ЛВО. Полномочное представительство Объединённого государственного политического управления в Ленинградском военном округе). Своего поля у команды не было, и тренировки пришлось проводить на аллеях Александровского сада (в то время – Сад трудящихся). Историк футбола, автор 3-томника «История чемпионатов СССР по футболу», Евгений Казаков называет дату рождения петроградского (ленинградского) «Динамо» – 1 мая 1922 года, когда была организована команда войск и органов ОГПУ. Но подтверждения (ссылки на источник) данной даты в книге Казакова нет (на официальном сайте клуба эта дата также отсутствует).
Леонид Дмитриев рассказывал: «Не имея места для тренировки, мы выбегали из здания (Гороховая, 2), чтобы украдкой “покикать” (перерывов тогда не существовало) на большой аллее сада Трудящихся (бывш. Александровского), что напротив Адмиралтейства, где, сложив “ворота” из шинелей и всего, что было, как мальчишки гоняли мяч». А Яков Хаскин добавляет: «Играли мы в Александровском саду возле существующего и поныне фонтана, прямо напротив здания ЧК. Ездили играть в Удельную и на площадку бывшего Эстонского клуба, что находился на нынешнем Кировском проспекте, в здании бывшего лицея. Бывало и так, что сердитый сторож этого сада, бывший боцман флота, с крепкой руганью и метлой в руке, не раз пытался выгнать нарушителей, но узрев, что “дяди-то” из напротив лежащего дома ЧК, сникал и ворча уходил. Небезынтересно вспомнить сейчас, что этот суровый старик стал впоследствии самым первым и искренним нашим болельщиком, крепко ругавшим нас, когда мы проигрывали».
«Организовавшийся футбольный коллектив по воле ребят досталось возглавить мне, а также стать во главе его первой команды, – сообщил в своих мемуарах Леонид Дмитриев. – Вторую возглавил напористый П.Я. Имбрат». Другой ветеран команды чекистов Яков Хаскин добавил несколько новых штрихов к картине: «Тренера у нас не было, его функции возложили на Петра Сорокина, работавшего в транспортном отделе ЧК. Опытный футболист и очень хороший человек, он нас многому научил. Запомнился мне и физрук Алейников, от него многие из нас впервые узнали, например, что перед матчем надо проводить разминку – такую же, кстати, как и перед всякой тренировкой. Алейников был строг, заставлял разминаться тщательно – бегать, делать гимнастику…»
За короткое время футбольная команда чекистов окрепли настолько, что решила принять участие в Арморских играх (от англ. armour, armor – броня, доспехи), проводимых Петроградской Футбольной Лигой. Арморскими играми назвали Первенство города среди команд Красной Армии и Военно-морского флота. Инициатором их проведения стал член президиума Петроградского окружного спортивного комитета С.А. Нестеров. Организацией соревнований занималась комиссия из представителей команд-участниц под началом представителя Петроградской Футбольной Лиги. В Играх должны были принять участие 10 команд, но две из них позже снялись. При этом почти у всех организаций-участников были заявлены и вторые команды для параллельного турнира.
Турнир открылся в понедельник, 24 июля 1922 года в 18 часов на Васильевском острове, на бывшем плацу 1-го кадетского корпуса (во дворе Меншиковского дворца), где играла команда «Петровского КЛС». Дебют первой команды ГПУ состоялся в четверг, 27 июля, на том же поле – день первой официальной игры, считается датой основания коллектива. Соперником была команда Подготовительной Школы комсостава флота и победу со счетом 3:2 одержала первая команда ГПУ.
Проведению Арморских игр мешало не только отсутствие ряда команд на соревнованиях и плохое знание правил игры футболистами. Порой слишком поздно доставлялись отчеты о матчах, что приводило к ошибкам составителей турнирной таблицы. Команда ГПУ (как первая, так и вторая) была признана победителем соревнования, окончившимся 2 сентября. После окончания Арморских игр почти сразу было проведено Красноармейское первенство ПВО, в котором также победу одержала команда ГПУ. Кубок победителям футбольного турнира 27 сентября 1922 года вручил представитель ГПУ тов. Олейников.
Свой дебютный сезон 1922 года команда ГПУ завершила с переходящим кубком, который был вручен ей за победу в первенстве Петроградского военного округа. Чтобы поддерживать игровую форму, чекисты выбирали себе в соперники команды военного ведомства. С трудом отрываясь от оперативной работы, футбольный коллектив ГПУ своими выездами на периферию и в погранотряды в Волховстрой, Гатчину, Ораниенбаум, Сестрорецк, Дубровку проводил на местах спортивно-агитационную работу, встречаясь в соревнованиях с местными физкультурниками, организационно помогая им в работе.
18 апреля 1923 года по инициативе военнослужащих политсекретариата и штаба войск ГПУ Московского округа было создано Московское пролетарское спортивное общество «Динамо» (МПСО), его первым председателем стал заместитель председателя ГПУ И.С. Уншлихт. 16 июня Моссовет зарегистрировал МПСО «Динамо», а на следующий день футболисты столичного «Динамо» провели свою первую официальную игру. В Петрограде не сразу обратили внимание на появление спортивной организации в родственном ведомстве, так как на деятельность спортклуба им. Урицкого при петроградском ГПУ она никак не влияла.
В конце мая 1923 года по случаю Недели Воздушного флота был дан старт вторым Арморским играм. Команда ГПУ на этот раз заняла только 3-е место. 20 августа 1923 года стартовало летнее первенство Петроградского военного гарнизона. Команда ГПУ провела всего одну игру, в которой одержала победу, а на три остальные игры соперники не явились. В итоге в несостоявшихся играх команде ГПУ зачли техничекие победы и объявили ее победителем соревнования, за что получила переходящий приз.
11 сентября 1923 года на заседании Совета Московского ПСО «Динамо» было решено отправить в командировку в Петроград членов Совета В.Е. Горева и Ф.П. Фомина для организации в Северной столице общества «Динамо» на базе спорткружка клуба им. Урицкого. А 8 октября в Москве на первом общем собрании членов общества был избран состав Центрального Совета ПСО «Динамо», который возглавил Генрих Ягода. На нем же были выбраны спортивные цвета – бело-голубые – подчеркивавшие, по замыслу Ф.Э. Дзержинского, светлые и чистые помыслы, а также утвержден значок общества.
Первая эмблема общества представляла собой серебряный ромб 40х25 мм залитый синей эмалью, который обрамляли винтовка, весло, лыжа и лыжная палка. Венчала ромб красная звезда с серпом и молотом, ниже располагалась шахматная доска. Еще ниже шла надпись: «ПСО». В нижней оконечности ромба был размещен знак авиа-мото-велочастей – ребро колеса с крылышками. В центре, под шестерней, центр которой был также и центром пропеллера, и надписью «ДИНАМО», помещались штанга, теннисная ракетка, боксерская перчатка, футбольный мяч, подкова, ядро и скрещенные рапиры. Изготовить такой серебряный значок массовым тиражом было крайне сложно. Число динамовцев по всей стране росло в геометрической прогрессии. Мешанина из всех видов спорта также вызывала справедливые нарекания. Многие динамовцы называли свой значок «спортивным магазином». Позднее, в целях самоидентификации, футболисты ленинградского «Динамо», выигравшие в 1926 году первенство города, обратились к знаменитому ювелиру Георгию Александровичу Свенссону. Он поместил в центре значка фигурку футболиста. Значок по прозвищу «спортивный магазин» официально был эмблемой общества «Динамо» до 1926 года. Ему на смену пришел ставший позднее знаменитым белый ромб с буквой «Д» в центре. Его придумал форвард первой московской футбольной команды «Динамо» Александр Борисов. В 1939 году, когда ВФСО «Динамо» был вручен Орден Ленина, к эмблеме была добавлена красная звезда.
Для ознакомления с работой и организационной структурой московского «Динамо», а также для обеспечения связи с головной организацией, руководство петроградского ГПУ направило в Москву активистов и членов бюро спортклуба им. Урицкого – П.Я. Имбрата и секретаря комсомольской организации Я.О. Хаскина вместе с футбольной командой и группой тяжелоатлетов, включавшей борцов. Столицу ожидала первая в истории встреча местного «Динамо» и его ленинградских одноклубников, которых в газетных публикациях того времени уже называли «Динамо» (Петроград). Через четыре дня после матча, состоявшегося 28 октября 1923 года, петроградская «Красная газета» короткой строкой отреагировала на его проведение, а вот московская печать историческую встречу вообще не заметила. По прошествии многих лет, в 1966 году, историк футбола Константин Барышников написал об этом памятном матче в газете «Спортивная неделя Ленинграда» от 11 июня: «…наших земляков ждал сюрприз: в афишах сообщалось о матче между командами “Динамо” (Москва) и… “Динамо” (Ленинград)».
14 ноября 1923 года в «Красной газете» вышла заметка, в которой говорилось о том, что в доме № 6 по Комиссаровской улице в ходе собрания клуб имени Урицкого был реорганизован в Петроградское Пролетарское спортивное общество «Динамо». 27 ноября вечерний выпуск той же газеты сообщил о матче, в котором уже петроградские динамовцы играли со «Спартаком» Петроградского района (бывшим «Спортом»). Корреспондент сообщил следующее: «На Центральной спортивной площадке вчера встретились сборные команды “Динамо” (ГПУ) и “Спартака”. Одержала победу команда “Спартака” при результате 2:1. Матч был устроен в пользу германских рабочих». Таким образом, уже в ноябре 1923 года команда петроградского ГПУ именовалась «Динамо», за 2 месяца до учредительного собрания.
Учредительное собрание спортсменов клуба им. Урицкого, созванное по инициативе партком и высшего руководства ПП ОГПУ в Петроградском Военном округе, состоялось 25 января 1924 года в присутствии генерального секретаря «Динамо» тов. Ф.П. Фомина, специально по этому случаю приехавшему в Петроград. Дата проведения этого собрания до сих пор была указана в единственном источнике и вызывает определенные сомнения: 21 января умер В.И. Ленин и все спортивные мероприятия по всей стране были отменены до 30 января. Так что дата учредительного собрания остается дискуссионной.
10 марта 1924 года Ленсовет на основании решения Высшего совета физической культуры (ВСФК) при ВЦИК отдал распоряжение «о роспуске гражданских, частных, общественных спортивных кружков и организаций», за исключением «Спартака» и «Динамо». Таким образом, были ликвидированы Петроградская Футбольная Лига и все бывшие буржуазные клубы и кружки. Все их имущество, инвентарь, поля, площадки, залы и даже призы переходили в ведение Губернского совета физической культуры, который прикрепил их к районным и фабрично-заводским кружкам «Спартака». Самостоятельность, согласно директиве ВСФК, сохранило только «Динамо».
Ленинградское «Динамо» в первые годы его существования пополнили бывшие «петровцы» Георгий Надуваев и Федор Суханов, а также звезды популярнейшего клуба «Спорт» (КЛС), чья база располагалась неподалеку от нынешнего стадиона «Динамо»: Павел Батырев, Павел ГолубевПётр Ежов, Александр Корнилов, Дмитрий Родионов, Владимир Сергеев.
19 сентября 1924 года приказ полномочного представителя ОГПУ обязывал вместо спортивных кружков, существовавших при клубах в органах и частях ОГПУ в ЛВО, организовать местные пролетарские спортивные общества «Динамо». Все имущество реорганизованных кружков передавалось в ведение новых коллективов. Так, осенью 1924 года Ленинградское пролетарское спортивное общество «Динамо» организационно оформилось окончательно и двухлетняя предыстория ленинградского «Динамо» завершилась.
С 1924 года выступает под названием «Динамо» (Ленинград). В том же году клуб дебютировал в первенстве Ленинграда и стал победителем в группе «А» (второй соревновательный уровень); с 1925 года команда стала неизменным участником Первенства Ленинграда в высшей группе. В этом турнире команда добилась больших результатов — в сезонах 1926, 1927, 1930, 1931, 1933, 1935 годов «Динамо» становилось чемпионом города, в 1932 и 1934 годах становилась второй, а в 1928 и 1929 — третьей. Игроки команды постоянно призывались в сборную города, которая участвовала во всесоюзных чемпионатах и проводила также множество междугородных и международных матчей.
В 1929 году был открыт стадион «Динамо». В 1930-х годах команда превратилась в сильнейший коллектив Ленинграда, базовую команду сборной города, располагала группой игроков сборной СССР. В 1935 году ленинградское «Динамо» благодаря дублю легендарного бомбардира Михаила Бутусова свело вничью товарищеский матч со сборной Праги — 2:2. Годом ранее Бутусов и два его одноклубника — Павел Батырев и Николай Соколов — оказались в престижнейшем списке первых 22 спортсменов, удостоенных звания «Заслуженный мастер спорта СССР».
Именитые игроки первых лет: Павел Батырев, Пётр Ежов, Михаил Бутусов, Павел Попов и Николай Соколов.

### 1936—1941: Начало участия в чемпионате СССР. Довоенные годы
22 мая 1936 года клуб принимал в первом матче чемпионатов СССР против московского «Локомотива», одержав свою первую победу со счётом 3:1. Первые чемпионаты страны успеха не принесли. Лучшие силы города оказались раздробленными, но традиции ленинградского футбола не были утрачены. Основным их носителем стала команда «Динамо», ядро которой составляли Пётр Дементьев, Валентин Фёдоров, Петр Киселев, Николай Светлов, Александр Фёдоров, Виктор Фёдоров. Техничная и тактически содержательная игра динамовцев пользовалась большой популярностью в стране. В коллективе прочно сохранялась преемственность стиля и взглядов на футбол.
В 1937 году сборная Ленинграда, в состав которой входило семь игроков «Динамо», сыграла вничью 2:2 со сборной Басконии совершавшей турне по Советскому Союзу, тогда как столичные динамовцы уступили баскам 1:2, а сборная общества «Динамо» — 4:7.
На примере старших воспиталось и следующее поколение динамовцев — Николай Дементьев, Петр Быков, Аркадий Алов, Олег Ошенков, Анатолий Викторов, Петр Сычев, Сергей Соловьев, Михаил Денисов, Александр Кряжков. Эта группа игроков в предвоенные годы была ведущей не только в своём клубе и городе, но и в стране. С 1938 года за футбольную команду ленинградского «Динамо» выступал Всеволод Бобров.
Первого значительного успеха в чемпионате страны ленинградские футболисты добились в 1940 году. Динамовцы вошли в пятерку лучших. И это несмотря на то, что команда лишилась двух сильнейших нападающих — Николая Дементьева и Сергея Соловьёва, надевших форму московского «Динамо». В предвоенные годы ленинградцы боролись за Кубок страны. 27 апреля 1941 года «Динамо», «Зенит» и «Спартак» в числе лучших пятнадцати начали игры очередного первенства СССР. Десятый тур стал последним, так как началась Великая Отечественная война.

### 1941—1945: Трудное время. Футбол в блокадном Ленинграде
После отмены чемпионата игроки ленинградских клубов отправились защищать страну. О футболе пришлось забыть до весны 1942 года. Весной 1942-го, после вызова в горком партии, довоенные капитаны «Динамо» и «Зенита» — Валентин Фёдоров и Александр Зябликов — начали собирать своих старых товарищей, тех, кто ещё остался в городе или воевал под Ленинградом. После почти годового перерыва на стадионе «Динамо» собрались игроки. Этому предшествовал поиск, который провели играющий тренер, заслуженный мастер спорта Валентин Фёдоров и капитан команды мастер спорта Аркадий Алов. Отзывали футболистов даже с передовой. Были созваны игроки из клубов Ленинграда, которые начинали чемпионат 1941 года. Первым футбольным блокадным матчем стала игра между «Динамо» и «командой Н-ского завода» (завода ЛМЗ) 31 мая. Бывшие игроки, во время войны служившие в городе в милиции, на заводах и на «Дороге жизни», были крайне истощены физически. Стадион «Динамо» в то время сильно пострадал: одно футбольное поле перепахано снарядами, второе занято огородами. Матч прошёл на третьем поле. Зрителей пришло немного, в основном это были раненые из госпиталей. «Динамо» одержало победу 6:0, но главным был не счёт, а то, что команды продемонстрировали несломленный дух советских граждан, находившихся в блокаде. Через неделю, 7 июня, прошёл матч-реванш, завершившийся со счётом 2:2. После этого матчи в осаждённом городе стали регулярными.
Динамовцы в 1942 и 1943 годах совершили большое турне по различным городам страны. Так, в Москве они сыграли с «Динамо» и «Спартаком».
18 июня 1944 года в Ленинграде состоялся первый после трёхлетнего перерыва междугородный матч с участием «Динамо» и московского «Локомотива» на стадионе Динамо. Бело-голубые одержали победу со счётом 3:0.
3 сентября 1944 года «Динамо» (Ленинград) провело первый после освобождения столицы Карело-Финской ССР — города Петрозаводска, футбольный матч в городе, сыграв на местном стадионе «Динамо» с командой «Крылья Советов» из Москвы.

### 1945—1959: Послевоенные годы
В 1945 году футболисты ленинградского «Динамо» Евгений Архангельский и Борис Орешкин усилили московских одноклубников во время знаменитого турне по Великобритании. Архангельский забил мяч в ворота «Челси» (3:3) и сделал хет-трик в игре с «Кардифф Сити» (10:1).
С 1945 по 1954 год Ленинград в первенстве страны неизменно представляли две команды — «Зенит» и «Динамо». Соперничество было не только между клубами, но и болельщиками. На стадионах обычно был аншлаг. В чемпионате динамовцы три раза занимали место в пятёрке лучших, «зенитовцы» — дважды.
«Динамо» упорно придерживалось старой, «ленинградской» манеры. Это определялось составом команды. Такие футболисты, как Василий Лотков, Александр Фёдоров, Борис Орешкин, Анатолий Викторов, Александр Зябликов, Владимир Лемешев и Константин Сазонов, предпочитали игру в «чистый пас». Их тактические ходы были сложными, а техника — мягкой. Цель, то есть гол, достигалась ими не столько за счёт физических усилий, сколько в результате обыгрывания противника техническими средствами. Такую динамовскую манеру игры переняли у них затем Александр Тенягин, Игорь Богомолов, Николай Васильев, Николай Горохов, а ещё позже Геннадий Бондаренко, Василий Фомин, Савелий Сафронов.
30 июля 1950 года был открыт стадион имени Кирова. В этот день ленинградское «Динамо» сыграло вничью с «Зенитом». Игра закончилась со счётом 1:1. Голами отметились у «бело-голубых» Борис Чучелов, а у соперников Алексей Пшеничный.
В 1949 году в «Динамо» вернулся Пётр Дементьев, игравший до этого в Киеве. Но боевые качества команды не стали более высокими. Не помог также приход в коллектив Петра Катровского, Алексея Колобова, Георгия Граматикопуло, Владимира Цветкова, Евгения Собакина.
В сезоне 1953 года команда оказалась на грани перехода в низший класс, но в итоге заняло десятое место, сохранив место в классе сильнейших. Однако руководители городского футбола[уточнить] сочли полезным на следующий, 1954 год, команду «Динамо» заменить коллективом «Трудовые резервы». В 1954 году на базе «Динамо» была создана команда «Трудовые резервы», при этом состав команды остался прежним, лишь место ушедшего в московское «Динамо» Бондаренко занял Сочнев.
В 1954—1959 «Динамо» в чемпионатах СССР не участвовало. В эти годы выступало в Чемпионате Ленинграда и в других городских соревнованиях.

### 1960—1977: Возрождение команды мастеров. Игры в различных лигах
В 1960 году взамен расформированной команды «Трудовые резервы» на футбольной карте СССР после семилетнего перерыва вновь была организована команда мастеров «Динамо», которая выступала в классе «Б». В этом же году во II зоне первенства РСФСР команда заняла девятое место, год спустя третье, а уже в 1962 году команда начала чемпионат в классе сильнейших. Команда «Адмиралтеец» прекратила своё существование, и её место в чемпионате заняло «Динамо». Команда выступала не очень удачно: в 1962 и 1963 годах заняла 16 место. Можно лишь отметить выход в четвертьфинал Кубка страны, где «Динамо» проиграло будущему обладателю кубка «Спартаку» 4:1.
В 1963 году, финишировав на 16-м месте при 20 участниках, покинуло высший эшелон отечественного футбола. В 1964-69 «Динамо» выступало во второй группе класса «А», в 1970-72 годах — в первой лиге, в 1973-76 годах — во второй лиге.

### 1977—1991: Первая работа Морозова. Вторая лига. История до развала СССР
В 3 1977 года команду возглавил игравший за «бело-голубых» в начале 1960-х Юрий Андреевич Морозов. Это была первая самостоятельная работа с клубной командой будущего наставника «Зенита». Она длилась лишь полгода, но значительно повлияла на рост игроков команды даже после ухода Юрия Андреевича на тренерский пост к «сине-бело-голубым». После этого «Динамо» формально стало фарм-клубом «Зенита» (командой для «обкатки» ленинградских футболистов), а также местом для прохождения армейской службы игроками.
Начинали свой путь в большой футбол именно в «Динамо» — Николай Ларионов, Владимир Клементьев, Юрий Желудков, Сергей Кузнецов, Алексей Степанов, Юрий Герасимов, Аркадий Афанасьев, Сергей Дмитриев, и Николай Воробьев. Эти девять игроков вложили значительный вклад в первую победу «Зенита» в чемпионате в 1984 году.
С 1980 года «Динамо» прочно осело во второй лиге. В 1990 году ЛОС «Динамо» и Молодёжный центр при Красносельском райкоме ВЛКСМ организовали хозрасчетный клуб «Прометей-Динамо». Под этим названием команда выступала до 1995 года.
По итогам 1991 года «Прометей-Динамо» вышло в буферную лигу. После распада СССР попало в первую лигу российского чемпионата.

### 1991—2004: «Динамо» в новое время. Попытки спасения. Успехи в Кубке. Потеря профессионального статуса
С 1992 года материальное и турнирное положение команды неизменно ухудшалось, хотя в сезоне 1995 года «Прометею-Динамо» удалось подняться из третьей лиги во вторую.
В 1997 году, в год 100-летия российского футбола, клуб был награждён дипломом Российского футбольного союза «За большой вклад в развитие российского футбола».
В 1998—1999 годах командой занялся бизнесмен, рассчитывавший на помощь городских властей.[кто?] В качестве главного тренера был приглашён Борис Рапопорт, помощником — Виктор Виноградов. Однако, из-за финансовых проблем команда еле-еле доиграла сезон 1999 года.
В марте 2000 года «Динамо» из-за отсутствия средств не смогло подать заявку на участие в первенстве страны среди команд второго дивизиона, в результате чего потеряло статус профессионального клуба. В мае петербургское и ленинградское областное физкультурно-спортивное общество «Динамо» и инвестиционно-строительная компания «Стройимпульс» создали команду «Динамо-Стройимпульс» и заявили её на первенство среди любительских коллективов регионального дивизиона «Северо-Запад». По итогам сезона 2000 года «Динамо-Стройимпульс» заняло второе место, попутно выиграв Кубок России среди любительских команд. Основные игроки клуба: Андрей Мананников, Сергей Комягин, Андрей Плетнёв, Владислав Киселёв, Борис Матвеев, Сергей Варфоломеев, Александр Капитонов,.
В январе 2001 года было зарегистрировано ЗАО ФК «Динамо Санкт-Петербург», которое и было принято в ряды ПФЛ. В 2001 году выступало в зоне «Запад» второго российского дивизиона и уверенно выиграло первенство. В квалификационных матчах за право выхода в первый дивизион «Динамо СПб» встречалось с победителем зоны «Центр» второго дивизиона — липецким «Металлургом». В первой встрече 30 октября в Санкт-Петербурге команда Сергея Ломакина одержала победу со счётом 2:0. В ответном же матче, 4 ноября в Липецке, динамовцы уступили 0:1 и по сумме двух встреч завоевали путевку в первый дивизион.
Перед «Динамо СПб» была поставлена задача — к 2003 году, к 300-летию Петербурга, постараться завоевать право выступать в Премьер-лиге. Но выполнить этого команде не удалось: несмотря на то, что в Первом дивизионе в 2002 году клуб занял 4-е место, с него позже сняли 19 очков, отодвинув команду на итоговое 16-е место. Причиной стало то, что три игрока команды — молдаванин Олег Шишкин и белорусы Александр Чайка и Андрей Лаврик — оформили себе российские паспорта, чтобы не считаться легионерами, однако КДК РФС постановил, что паспорта были получены ими с нарушением законодательства. Во всех матчах с участием этих игроков клубу были записаны технические поражения 0:3.
Также «бело-голубые» достаточно сильно выступили в Кубке России 2002/03, где в 1/32 со счётом 5:1 был обыгран подмосковный «Краснознаменск». После этого клуб победил в 1/16 финала набравший ход в Премьер-лиге ЦСКА 3:2. Это было настоящей сенсацией. Команда впервые вышла в 1/8 финала Кубка России, где встретилась с «Ростсельмашем», но уступила со счётом 2:3.
В сезоне 2003 года перед клубом опять стояла задача предыдущего сезона — выход в Премьер Лигу, но команда закончила сезон лишь на пятом месте. В начале декабря ушёл в отставку президент ФК «Динамо СПб» Сергей Амелин, на его место пришёл Александр Семченков. 22 декабря в клубе совершился «переворот» — на собрании игрокам сообщили о том, что контракты не будут продлены — вся команда распущена. В январе 2004 года клуб прошёл аттестацию в ПФЛ в последний резервный день. 3 марта 2004 года, после месяца бездействия, клуб потерял профессиональный статус.
В середине весны 2004 года областным ФСО «Динамо» было принято решение об участии команды ФК «Динамо» (Санкт-Петербург) в региональном дивизионе «Северо-Запад». 16 мая матч СДЮШОР «Зенита» — «Динамо» (Санкт-Петербург) на запасном поле стадиона «Петровский» не состоялся: «Динамо» снялось с первенства КФК за несколько часов до игры. Тренер команды Владимир Григорьев объяснил это, тем, что в Москве запретили играть «Динамо СПб» на таком низком уровне, а фанатов, пришедших на матч, просто не успели предупредить.
Коллектив был отписан от общества и впоследствии был заявлен на первенство Северо-Западного региона КФК под именем «Дискавери».
За «Динамо» в то время играли Александр Панов, Алексей Мелёшин, Андрей Кондрашов, Павел Дьяконов, Константин Лепёхин, Максим Прошин, Роман Орещук.
В 2005—2006 годах лишь детско-юношеские команды «Динамо» (1987—1993 и 1998—1994 г.р.) принимали участие в городских соревнованиях.

### 2007—2010: Возрождение клуба на базе «Петротреста». Первая эпоха Цапу. Заявление Вахрушева
В марте 2007 года на основании решения Центрального совета Общественно-государственного объединения Всероссийского физкультурно-спортивного общества «Динамо» футбольный клуб «Динамо» был воссоздан на базе клуба «Петротрест». 22 октября 2009 года, за два тура до финиша первенства, «Динамо» заняло первое место в зоне «запад» второго дивизиона ПФЛ и завоевало право на выступление в первом дивизионе.
Со 2 октября 2008 по 18 ноября 2009 года команду тренировал Эдуард Малофеев. С 23 декабря по 15 апреля команду возглавлял Александр Аверьянов. После его отставки исполняющим обязанности главного тренера на срок в один месяц был назначен 23-летний Григорий Михалюк, уже самостоятельно тренировавший команду на Кубке ПФЛ 2009 года. 19 мая 2010 года главным тренером команды был назначен Борис Журавлёв, в июле Малофеев вернулся на пост главного тренера. В середине августа, после того как клуб опустился на последнее место, главным тренером стал Сергей Францев. Малофеев перешёл на должность тренера-консультанта. С ноября исполняющим обязанности главного тренера вместо Францева стал Игорь Зазулин. По результатам сезона-2010 «Динамо» покинуло первый дивизион. В те года за команду выступали такие футболисты: Максим Арап, Илья Брусникин, Денис Горбачёв, Максим Малаховский, Александр Макаров, Иван Лозенков, Максим Рогов, Александр Петухов и другие.
В конце 2010 года команда «Динамо» перешла от президента Леонида Цапу к Борису Вахрушеву, создавшему новый клуб без участия компании «Петротрест». Однако, в декабре 2010 Борис Вахрушев заявил, что в следующем сезоне «бело-голубые» не будут играть во Втором дивизионе из-за отсутствия нужной клубу для этого инфраструктуры.

### 2011: Неоконченный сезон в третьем дивизионе
В январе 2011 года стало известно, что при поддержке рабочей группы фанатов и ДЮСШ «Динамо», ведётся деятельность по созданию любительского клуба для выступления в Третьем дивизионе.
В сезоне 2011/12 «Динамо» начало выступление в Первенстве России среди любительских футбольных клубов, МРО «Северо-Запад». Но 29 июня 2011 было сообщено о снятии команды с этого турнира в связи с прекращением финансирования основным спонсором — компанией «Альфа-Норд Секьюрити», а также по решению президиума общества «Динамо». К этому времени, коллектив во главе с Романом Израилевым смог провести всего 3 игры. Команда выступала лишь молодёжной  и детско-юношескими командами в первенствах Санкт-Петербурга. В конце 2012 года усилиями бывших сотрудников и игроков любительского клуба создаётся городская мужская команда при ДЮСШ Динамо.

### 2013—2015: И снова команду строит «Петротрест». Тренерская чехарда. Последняя команда Цапу
Параллельно городской команде в Санкт-Петербурге в 2013 году вновь появился профессиональный клуб «Динамо».
2 апреля 2013 года было объявлено, что на протяжении трёх лет название «Динамо» вновь будет использовать команда «Петротрест» из первенства ФНЛ. Главным тренером был вновь назначен Борис Журавлёв, а его помощником был Сергей Дмитриев. В декабре 2013 команду возглавил Павел Гусев. В сезоне 2013/14 «Динамо» заняло 14 место при 19 участниках. За команду выступали Максим Андреев, Дмитрий Акимов, Александр Самохвалов.
Летом 2014 года главным тренером был назначен Виктор Демидов, старшим тренером стал Адьям Кузяев, а вратарей тренировать был нанят Борис Постнов. Зимой же Адьям Кузяев занял пост главного тренера команды. В феврале 2015 клуб одерживает победу на Зимнем турнире МРО «Северо-Запад» на призы Полпреда президента в СЗФО. В сезоне 2014/2015 клуб одержал всего лишь две победы. 30 мая «Динамо» уступило «Томи» со счётом 1:5, тем самым завершило сезон на последнем месте и выбыло в ПФЛ. Такое положение и многочисленные неудачи были связаны с финансовым положением команды, а также с уходом многих игроков во время зимнего трансферного окна. С середины мая появились сообщения о том, что шефство над петербургским клубом может взять Борис Ротенберг. 8 июня данная информация была подтверждена гендиректором клуба Валентином Белавиным. 18 июня Адьям Кузяев заявил, что его работа в клубе закончена, и нынешний состав команды распущен. Генеральный директор «бело-голубых» Валентин Белавин провёл встречу с президентом петербургского «Динамо» Леонидом Цапу, по итогам которой стало известно, что клуб в том виде, в каком он вёл свою деятельность ранее, прекращает существование.
- Генеральный директор «бело-голубых» Валентин Белавин:

 Ситуация такая, что появляется новое юридическое образование ООО «Динамо Санкт-Петербург», которое заменит наш клуб. Это будет новый клуб, который будет выступать в ПФЛ. Новое образование, скорее всего, будет фарм-клубом (московского «Динамо»).
Это будет новая организация, которая не имеет к нам никакого отношения. Мы заканчиваем, а они продолжают. Наши полномочия заканчиваются. «Динамо», которое было, больше не существует. 

### 2015—2018: Возрождение клуба Борисом Ротенбергом. Очередная ликвидация. Переезд в Сочи

#### Сезон ПФЛ 2015/16
26 июня 2015 года было объявлено, что вместо санкт-петербургского «Динамо», которое в сезоне 2014/15 выступало в Футбольной национальной лиге, в Северной столице появится новая команда, которая, скорее всего, станет фарм-клубом московского «Динамо». 1 июля стало известно, что исполком РФС выдал команде лицензию для игры в ПФЛ в сезоне 2015/2016. В этот же день экс-защитник московского «Динамо» Александр Точилин выразил своё желание возглавить петербургский клуб, частично озвучив возможных кандидатов в тренерский штаб. 2 июля новый генеральный директор «Динамо» заявил, что команда с юридической точки зрения не будет фарм-клубом московского «Динамо». Также отмечалось, что такого юридического лица как ЗАО «Динамо» Санкт-Петербург больше не существует. Это означало, что клуб не являлся преемником «Динамо» Леонида Цапу. 31 июля на стадионе «Динамо» состоялось собрание, на котором руководство клуба поставило задачу — первое место во втором дивизионе и выход в Первенство Футбольной Национальной Лиги. Спустя пару дней спортивный директор клуба дал интервью по этому поводу.
После того как Борис Ротенберг покинул пост президента московского «Динамо», петербургское «Динамо» осталось его единственным футбольным проектом. Никаких связей между московским и петербургским клубами нет.
Первенство зоны команда начала неудачно, так как её состав и тренерский штаб набирались с нуля в кратчайшие сроки. Первая победа была одержана в 5-м туре в матче против «Коломны» со счётом 3:0. Но ко второй половине сезона командная игра набрала ход, и динамовцы закрепились в середине турнирной таблицы. Сезон ПФЛ 2015/16 команда завершила на седьмой строчке турнирной таблицы зоны «Запад».

#### Сезон ПФЛ 2016/17
В сезоне 2016/17 «Динамо» с первого же тура вышло в лидеры и уверенно провело сезон, гарантировав себе возвращение в ФНЛ за два тура до окончания Первенства. Зимой клуб также впервые принял участие в предсезонном турнире — Кубке ФНЛ, где занял предпоследнее место. Благодаря повышению команды в классе, руководство «Динамо-СПб» приняло решение заявить на следующий сезон в ПФЛ фарм-клуб, составленный из молодых воспитанников петербургского футбола.

#### Сезон ФНЛ 2017/18
В сезоне 2017/18 «Динамо» находилось всё время в верхней части турнирной таблицы, с ходу адаптировавшись в ФНЛ. Казалось, динамовцы претендовали на выход в Премьер-лигу, но к середине сезона произошёл спад. Руководство же заявляло о неготовности к повышению в классе из-за финансовых и организационных моментов. Команда в итоге заняла шестое место в турнирной таблице.
В рамках Кубка России 2017/18 профессиональный клуб дошёл до 1/8 финала, уступив в гостях «СКА-Хабаровску». Ранее 23 августа 2017 года в 1/32 бело-голубые обыграли в гостях «Чертаново» (2:0), 21 сентября 2017 в 1/16 «нашумели», обыграв «Зенит» в «петербургском дерби» со счётом 3:2 в качества хозяина поля на стадионе «Санкт-Петербург» на Крестовском острове, собрав по официальным данным 37 230 зрителей.

#### Переезд в Сочи. Расформирование команды
В марте 2018 года в СМИ стала появляться информация о возможном переезде команды в Сочи. В июне 2018 года команда завершила переезд и стала называться ФК «Сочи». Новому клубу было предоставлено место «Динамо СПб» в Футбольной национальной лиге. По факту, клуб в очередной раз был расформирован, а тренерский штаб, часть состава и персонала были заново наняты юридическим лицом с другим именем.
В Санкт-Петербурге ФК «Динамо» осталось выступать в первенстве города среди молодёжных, детско-юношеских и подготовительных команд.

### 2019—2021. Возрождение клуба и игра на любительском уровне

Старый логотип, 2015—2021 годы

В апреле 2019 года ФК «Динамо» был воссоздан на базе расформированного любительского футбольного клуба ЛАЗ Луга при поддержке бизнесмена Константина Самсонова. С разрешения петербургской и ленинградской областной организации ОГО ВФСО «Динамо» было согласовано использование бренда «Динамо».
Возрождённый клуб принял участие в розыгрыше 14-го Кубка чемпионов МРО «Северо-Запад» в Великом Новгороде на стадионе «Электрон» (1 апреля среди участников турнира значился серебряный призёр чемпионата Санкт-Петербурга 2018 ЛАЗ, 3 апреля — уже клуб «Динамо» Санкт-Петербург (экс-ЛАЗ)). Главным тренером стал игравший в прошлом за бело-голубых футболист Юрий Солнцев, а его помощником — Вячеслав Родин. Руководителем команды был Сергей Яблоков, ранее занимавший должность генерального директора в клубе ЛАЗ. Также на сайте турнира руководителем значился и Константин Самсонов. В финале 27 апреля «Динамо» победило петрозаводский «Триумф» 4:1 и стало обладателем Кубка. Капитаном команды на турнире были Дмитрий Косенко и Евгений Левандовский.
В дальнейшем клуб был заявлен для участия в чемпионате и Кубке Санкт-Петербурга, а также розыгрыше зонального этапа Кубка России среди команд МРО «Северо-Запад» 2019 года. Домашней ареной в городском чемпионате стал стадион «Динамо». 24 июня 2019 года президентом клуба официально был назначен Константин Самсонов, а коммерческим директором стал Сергей Яблоков.
12 октября 2019 года «Динамо» выиграло Кубок России среди команд 3 дивизиона (зона «Северо-Запад»), переиграв на стадионе Nova Arena в Санкт-Петербурге в финале «Химик» Коряжма со счётом 1:0 в д. в. В чемпионате Санкт-Петербурга заняло 2-е место, лучшим бомбардиром команды стал Дмитрий Прошин, забивший 8 мячей в 9 матчах. 3 ноября 2019 года команда завоевала Кубок Санкт-Петербурга среди мужских команд, обыграв в финале СШОР «Зенит» со счётом 2:0, тем самым завершив сезон.
В межсезонье клуб «Динамо» в XXI Зимнем турнире МРО «Северо-Запад» на призы Полпреда Президента РФ заняло последнее место. 8 марта 2020 стало обладателем золотых медалей зимнего первенства Санкт-Петербурга 2019/20.
29 мая 2020 появилась информация о подготовке клуба к лицензированию в ПФЛ. 1 июня стало известно, что «Динамо» может выступить в ПФЛ в сезоне 2020/21, а также, что в руководство клуба может войти экс-вратарь «Зенита» и бизнесмен Вячеслав Малафеев. 3 июня Малафеев опроверг эту информацию. 22 июня появилась информация, что клуб уже получил лицензию, но 25 июня президент «Динамо» Константин Самсонов сообщил, что документы на её получение лишь поданы в РФС. 9 июля 2020 года стало известно, что в сезоне 2020/21 петербургская команда выступать в ПФЛ не будет. По рекомендации заместителя председателя Центрального совета общества «Динамо» Николая Толстых клуб стал выступать в Первенстве среди любительских клубов 2020. Также коллектив продолжил выступать в городских соревнованиях. 7 августа стало известно, что новым главным тренером команды стал Сергей Полтавец, а его помощником — Константин Анисимов.
30 августа клуб стал обладателем Суперкубка Санкт-Петербурга, обыграв на стадионе Nova Arena команду СТД «Петрович» — 3:0. 26 сентября клуб досрочно стал победителем Третьего дивизиона в зоне «Северо-Запад», обыграв в Великом Новгороде «Электрон» 1:0. В чемпионате Санкт-Петербурга на первом этапе «Динамо» заняло 2-е место, а по итогу финального этапа заработало серебряные медали. 15 ноября в финале Кубка Санкт-Петербурга клуб уступил команде «Ядро» 0:1. 19 ноября Полтавец и Анисимов покинули клуб в связи с неудовлетворительными результатами в городских соревнованиях. 20 ноября временно исполняющим обязанности главного тренера был назначен футболист клуба Дмитрий Прошин, а его помощником стал форвард Владислав Галкин. С 20 по 29 ноября клуб принимал участие в финальном этапе первенства Третьего дивизиона, проходившем в Сочи, где занял 5-е место. 7 декабря главным тренером был назначен Анатолий Богданов, бывший капитаном команды в 2019—2020 годах. 10 декабря его помощниками были утверждены Прошин и Галкин. В межсезонье клуб принял участие в зимнем первенстве Санкт-Петербурга 2020/21, где занял 2-е место, в финале уступив «Авангарду». В XXII Зимнем турнире МРО на призы полпреда в Северо-Западном округе команда заняла третье место. 19 марта 2021 года Богданов покинул пост главного тренера, его сменил Прошин.

### С 2021 года: Возвращение профессионального статуса
15 мая 2021 года «Динамо» начало очередной сезон в чемпионате Санкт-Петербурга с гостевой победы 8:1 над СШ № 2 ВО «Звезда». 26 мая 2021 года клуб сообщил, что прошёл процедуру лицензирования РФС для участия в ПФЛ в сезоне 2021/22. 28 июня на пост главного тренера был назначен Александр Куртеян.
Домашней ареной клуба в профессиональных соревнованиях стала малая арена «Петровского». 14 июля 2021 года клуб стартовал в Кубке России 2021/22, победив дома в 1/256 финала «Читу» по пенальти 11:10 (осн. 2:2). В первом матче первенства ФНЛ-2 сезона 2021/22 бело-голубые сыграли вничью со «Смоленском» со счётом 0:0.
Городская же команда в 2021 года стала серебряным призёром чемпионата Санкт-Петербурга. 10 октября 2021 года команда завоевала Кубок Санкт-Петербурга, обыграв в финальном матче на стадионе Nova Arena «Маштех» со счётом 2:0 в дополнительное время. Домашней ареной для команды являлся стадион ЦФКСиЗ Василеостровского района на Малом проспекте В.О., дом 66. Главным тренером команды был Владислав Галкин.
В своём дебютном сезоне первый этап первенства ФНЛ-2 коллектив завершил на 4 месте в подгруппе 1, тем самым попав в подгруппу «А», что во второй части соревнований должен бороться за выход в Первый дивизион. В XXIII Зимнем турнире МРО на призы полпреда в Северо-Западном округе команда заняла второе место. Весенняя часть турнира и окончание сезона для команды вышло менее успешным. По итогам сезона «Динамо» заняло 10-е место в таблице.

#### С сезона 2022/23
В Кубке России в 1/32 клуб проиграл лидеру первой лиги «Алании» (Владикавказ) со счётом 2:3. 12 октября Куртеян покинул пост главного тренера. Выступая в группе 2 Второй лиги клуб на первом этапе занял 8-е место в подгруппе 1 и не попал в подгруппу «А» для борьбы за выход в Первую лигу. 27 декабря на пост главного тренера был назначен Дмитрий Белоруков. Руководство клуба меняет вектор на омоложение состава. В феврале 2023 года «Динамо» выиграло турнир полпреда президента РФ в СЗФО. В подгруппе «Б» своей группы Второй лиги клуб сохранил 2-е место (ставшее результатом выступлений на первом этапе). В турнире 2023 года новосозданного дивизиона «Б» «Динамо» заняло 9-е место в своей группе. В январе 2024 года Белоруков покинул пост главного тренера.
22 января 2024 на пост главного тренера был назначен Алексей Шерстнёв. В XXV Зимнем турнире МРО на призы полпреда в Северо-Западном округе команда заняла первое место. В команду пришли игроки из клуба «Сахалинец», где ранее работал Шерстнёв. В структуре клуба появился тренер вратарей — Александр Самохвалов. 10 апреля 2024 Шерстнёв был вынужден покинуть команду по семейным обстоятельствам. Временно исполняющим обязанности главного тренера стал Николай Котовец. 11 июня 2024 главным тренером клуба назначен Александр Фомичёв.

## Административный и тренерский штаб
| Должность                              | ФИО                               |
| -------------------------------------- | --------------------------------- |
| Президент                              | Константин Александрович Самсонов |
| Председатель совета директоров         | Павел Анатольевич Крупник         |
| Исполнительный директор                | Сергей Юрьевич Новиков            |
| Спортивный директор                    | Александр Викторович Макаров      |
| Начальник селекционной службы          | Андрей Николаевич Сафронов        |
| Менеджер по маркетингу                 | Дмитрий Алексеевич Шулепин        |
| Технический директор                   | Сергей Игоревич Кириллов          |
| Заместитель президента по безопасности | Ярослав Владимирович Смирницкий   |
| Пресс-атташе                           | Алёна Константиновна Калабина     |
| Скаут-селекционер                      | Владимир Сергеевич Смирнов        |

| Должность         | ФИО                                |
| ----------------- | ---------------------------------- |
| Главный тренер    | Александр Иванович Фомичёв         |
| Тренер            | Семён Владимирович Мельников       |
| Тренер вратарей   | Александр Александрович Самохвалов |
| Начальник команды | Олег Вячеславович Коженов          |
| Спортивный врач   | Игорь Евгеньевич Орлов             |
| Врач-массажист    | Александр Петрович Андрианов       |

### Попечительский совет
Перед сезоном 2022/2023 в клубе был создан попечительский совет, членами которого стали:
- Александр Иванович Ганьжин — председатель совета;
- Вадим Анатольевич Каширин;
- Александр Викторович Гнедых.

## Владельцы, спонсоры, сотрудничество, экипировка
До 1990 года клуб находился под опекой местной милиции и общества «Динамо». С 1991 по 1995 год владельцем команды был кооператив «Прометей». С 2000 по 2004 год команду спонсировал строительный холдинг «Стройимпульс» и мэрия Санкт-Петербурга. В 2007 года акционером «ФК „Динамо“ СПб» стала строительная корпорация «Петротрест». В 2011 году местный ЧОП «Альфа Секьюрити» стал новым владельцем, но в скором времени перестал поддерживать команду, и клуб не стал участвовать в соревнованиях. С 2013 по 2015 год владельцем клуба вновь был «Петротрест».
В 2015 году командой завладел Борис Ротенберг, а генеральным спонсором клуба стала компания SMP Racing, поддерживавшая затем команду вплоть до переезда в Сочи летом 2018 года.
В 2019 году клуб был возрождён на базе ФК «ЛАЗ» Луга. Новым владельцем стал бизнесмен Константин Самсонов. В августе 2021 года «Динамо» заключило партнёрское соглашение с китайской компанией SAIC Iveco Hongyan, которая была титульным спонсором вплоть до зимней паузы сезона 2022/2023. С сезона 2021/2022 также официально стратегическим партнёром является компания «Гефест». В сентябре 2023, Строительная компания SETL Group стала генеральный партнёром клуба. Также перед началом сезона 2023 года клуб заручился поддержкой правительства города и лично местного депутата Павла Крупника.
| Годы                 | Спонсоры           |
| -------------------- | ------------------ |
| 1936—1994, 1996—2000 | Без спонсора       |
| 1991—1995            | Прометей           |
| 2000—2004            | Стройимпульс       |
| 2007—2010, 2013—2015 | Петротрест         |
| 2011                 | Альфа Секьюрити    |
| 2015—2018            | SMP Racing         |
| с 2019               | Селена             |
| 2021—2023            | SAIC Iveco Hongyan |
| с 2023               | SETL Group         |

## Достижения

### Национальные
Вторая лига СССР (зональный турнир) / Второй дивизион России («Запад»)
- Победитель (5): 1974, 1976 / 2001, 2009, 2016/2017

Вторая низшая лига СССР / Третья лига ПФЛ (зональный турнир)
- Победитель (1): 1991
- Серебряный призёр (1): 1995

Кубок СССР / Кубок России
- Полуфиналист (3): 1938, 1947, 1952

Первенство РСФСР по футболу среди клубных команд
- Бронзовый призёр (1): 1976

III дивизион (Первенство России среди любительских команд), МРО «Северо-Запад»
- Победитель (1): 2020

Кубок РСФСР
- 1/4 финала (1): 1990

Кубок ПФЛ
- Бронзовый призёр (1): 2009

Кубок России среди любительских клубов
- Обладатель (1): 2000

Кубок МРО «Северо-Запад»
- Обладатель (2): 2000, 2019

Кубок чемпионов МРО «Северо-Запад»
- Обладатель (1): 2019

Зимний турнир МРО «Северо-Запад» на призы Полпреда Президента России в СЗФО
- Победитель (6): 2001, 2009, 2015, 2016, 2023, 2024
- Серебряный призёр (1): 2022
- Бронзовый призёр (1): 2021

### Региональные
Чемпионат Ленинграда / Санкт-Петербурга
- Чемпион (29): 1926, 1927, 1930, 1931, 1933, 1935, 1938, 1945, 1948, 1950, 1951, 1953, 1963, 1964, 1966—1968, 1970—1978, 1980, 1981, 1993
- Серебряный призёр (10): 1932, 1934, 1961, 1962, 1969, 1979, 1998, 2019, 2020, 2021
- Бронзовый призёр (3): 1928, 1929, 1944

Кубок Ленинграда / Санкт-Петербурга
- Обладатель (14): 1943, 1944, 1948, 1950, 1969—1971, 1973, 1977—1979, 1983, 2019, 2021
- Финалист (5): 1945, 1946, 1981, 1982, 2020

Суперкубок Санкт-Петербурга
- Обладатель (1): 2020

Зимнее первенство Санкт-Петербурга
- Чемпион (1): 2019/2020
- Финалист (1): 2020/202

## Статистика

### Чемпионат и первенство СССР
| Год                                         | Соревнование                          | Место | И  | В  | Н   | П  | М     | Тренер                                                     | Примечания                                                |
| ------------------------------------------- | ------------------------------------- | ----- | -- | -- | --- | -- | ----- | ---------------------------------------------------------- | --------------------------------------------------------- |
| 1936 (весна)                                | Группа «А»                            | 6     | 6  | 1  | 1   | 4  | 5-12  | Павел Батырев                                              |                                                           |
| 1936 (осень)                                | Группа «А»                            | 7     | 7  | 1  | 3   | 3  | 7-15  | Антонин Фивебр                                             |                                                           |
| 1937                                        | Группа «А»                            | 7     | 16 | 2  | 9   | 5  | 21-25 | Михаил Бутусов                                             |                                                           |
| 1938                                        | Группа «А»                            | 7     | 25 | 12 | 6   | 7  | 52-32 | Михаил Бутусов                                             |                                                           |
| 1939                                        | Группа «А»                            | 10    | 26 | 8  | 6   | 12 | 41-56 | Василий Циммерберг, по сентябрь; Павел Батырев, с сентября |                                                           |
| 1940                                        | Группа «А»                            | 5     | 24 | 11 | 5   | 8  | 47-44 | Михаил Окунь                                               |                                                           |
| 1941                                        | Группа «А»                            | 3     | 11 | 5  | 4   | 2  | 20-11 | Михаил Окунь                                               | Чемпионат не был доигран                                  |
| 1945                                        | Первая группа                         | 5     | 22 | 11 | 3   | 8  | 42-29 | Михаил Окунь                                               |                                                           |
| 1946                                        | Первая группа                         | 5     | 22 | 10 | 4   | 8  | 37-35 | Михаил Окунь                                               |                                                           |
| 1947                                        | Первая группа                         | 10    | 24 | 7  | 5   | 12 | 32-48 | Михаил Окунь                                               |                                                           |
| 1948                                        | Первая группа                         | 6     | 26 | 10 | 5   | 11 | 42-47 | Михаил Бутусов                                             |                                                           |
| 1949                                        | Первая группа                         | 9     | 34 | 12 | 10  | 12 | 53-53 | Михаил Бутусов                                             |                                                           |
| 1950                                        | Класс «А»                             | 8     | 36 | 14 | 10  | 12 | 63-50 | Михаил Бутусов                                             |                                                           |
| 1951                                        | Класс «А»                             | 9     | 28 | 11 | 5   | 12 | 46-53 | Михаил Бутусов                                             |                                                           |
| 1952                                        | Класс «А»                             | 5     | 13 | 5  | 5   | 3  | 17-17 | Михаил Бутусов                                             |                                                           |
| 1953                                        | Класс «А»                             | 10    | 20 | 5  | 4   | 11 | 20-33 | Михаил Бутусов                                             | Команда расформирована по окончании сезона                |
| На базе «Динамо» созданы «Трудовые резервы» |                                       |       |    |    |     |    |       |                                                            |                                                           |
| 1960                                        | Класс «Б», 2 зона                     | 9     | 28 | 9  | 6   | 13 | 46-43 | Василий Лотков                                             | Возрождение команды мастеров (вместо «Трудовых резервов») |
| 1961                                        | Класс «Б», 1 зона                     | 3     | 24 | 15 | 4   | 5  | 49-22 | Василий Лотков                                             | Занял место «Адмиралтейца» в Классе «А»                   |
| 1962                                        | Класс «А»                             | 16    | 30 | 8  | 6   | 16 | 27-49 | Николай Люкшинов                                           |                                                           |
| 1963                                        | Первая подгруппа Класса «А»           | 16    | 38 | 7  | 15  | 16 | 37-51 | Геннадий Бондаренко                                        | Вылетел во Вторую группу «А»                              |
| 1964                                        | Вторая группа Класса «А»              | 18    | 38 | 14 | 10  | 14 | 46-41 | Геннадий Бондаренко                                        |                                                           |
| 1965                                        | Вторая группа Класса «А»              | 20    | 46 | 17 | 14  | 15 | 70-59 | Аркадий Алов                                               |                                                           |
| 1966                                        | Вторая группа Класса «А», 2 подгруппа | 5     | 34 | 15 | 8   | 11 | 40-32 | Аркадий Алов                                               |                                                           |
| 1967                                        | Вторая группа Класса «А», 1 подгруппа | 6     | 38 | 16 | 11  | 11 | 46-29 | Геннадий Бондаренко                                        |                                                           |
| 1968                                        | Вторая группа Класса «А», 1 подгруппа | 6     | 40 | 16 | 14  | 10 | 70-39 | Геннадий Бондаренко                                        |                                                           |
| 1969                                        | Вторая группа Класса «А», 1 подгруппа | 2     | 38 | 23 | 8   | 7  | 59-27 | Вячеслав Соловьёв                                          |                                                           |
| 1970                                        | Первая группа Класса «А»              | 6     | 42 | 19 | 9   | 14 | 62-49 | Вячеслав Соловьёв                                          |                                                           |
| 1971                                        | Первая лига                           | 10    | 42 | 14 | 12  | 16 | 35-40 | Вячеслав Соловьёв, по июнь Валентин Фёдоров, с июля        |                                                           |
| 1972                                        | Первая лига                           | 20    | 38 | 7  | 14  | 17 | 32-53 | Валентин Фёдоров                                           | Вылетел во Вторую лигу                                    |
| 1973                                        | Вторая лига, 2 зона                   | 6     | 32 | 13 | 5+2 | 12 | 43-32 | Анатолий Васильев                                          |                                                           |
| 1974                                        | Вторая лига, 2 зона                   | 1     | 40 | 26 | 10  | 4  | 70-25 | Анатолий Васильев                                          |                                                           |
| 1974                                        | Вторая лига, Полуфинал                | 3     | 5  | 2  | 0   | 3  | 6-8   | Анатолий Васильев                                          |                                                           |
| 1975                                        | Вторая лига, 2 зона                   | 2     | 34 | 20 | 10  | 4  | 58-24 | Анатолий Васильев                                          |                                                           |
| 1975                                        | Вторая лига, Полуфинал                | 3     | 5  | 3  | 0   | 2  | 6-6   | Анатолий Васильев                                          |                                                           |
| 1976                                        | Вторая лига, 3 зона                   | 1     | 40 | 24 | 10  | 6  | 78-32 | Анатолий Васильев                                          |                                                           |
| 1976                                        | Вторая лига, Финал                    | 1     | 2  | 1  | 1   | 0  | 4-3   | Анатолий Васильев                                          | Перешёл в Первую лигу                                     |
| 1977                                        | Первая лига                           | 13    | 38 | 11 | 12  | 15 | 51-54 | Анатолий Васильев                                          |                                                           |
| 1978                                        | Первая лига                           | 19    | 38 | 7  | 13  | 18 | 47-65 | Анатолий Васильев                                          |                                                           |
| 1979                                        | Первая лига                           | 22    | 46 | 15 | 8   | 23 | 52-57 | Анатолий Васильев; Станислав Беликов                       | Вылетел во Вторую лигу                                    |
| 1980                                        | Вторая лига СССР, 1 зона              | 13    | 36 | 11 | 9   | 16 | 38-47 | Станислав Беликов                                          |                                                           |
| 1981                                        | Вторая лига СССР, 1 зона              | 3     | 32 | 18 | 6   | 8  | 48-34 | Станислав Беликов                                          |                                                           |
| 1982                                        | Вторая лига СССР, 5 зона              | 12    | 30 | 7  | 9   | 14 | 33-37 | Станислав Беликов                                          |                                                           |
| 1983                                        | Вторая лига СССР, 5 зона              | 14    | 32 | 10 | 6   | 16 | 29-40 | Станислав Беликов                                          |                                                           |
| 1984                                        | Вторая лига СССР, 5 зона              | 14    | 34 | 7  | 10  | 17 | 36-55 | Геннадий Бондаренко                                        |                                                           |
| 1985                                        | Вторая лига СССР, 5 зона              | 16    | 30 | 5  | 4   | 21 | 22-55 | Геннадий Бондаренко                                        |                                                           |
| 1986                                        | Вторая лига СССР, 5 зона              | 15    | 30 | 7  | 4   | 19 | 26-59 | Геннадий Бондаренко                                        |                                                           |
| 1987                                        | Вторая лига СССР, 5 зона              | 18    | 34 | 7  | 3   | 24 | 23-60 | Геннадий Бондаренко                                        |                                                           |
| 1988                                        | Вторая лига СССР, 5 зона              | 13    | 34 | 7  | 15  | 12 | 42-42 | Анатолий Зинченко                                          |                                                           |
| 1989                                        | Вторая лига СССР, 5 зона              | 21    | 42 | 5  | 12  | 25 | 39-88 | Анатолий Зинченко                                          | Вылетел во Вторую низшую лигу                             |
| 1990                                        | Вторая низшая лига, 6 зона            | 11    | 32 | 8  | 12  | 12 | 32-38 | Владимир Пронин                                            |                                                           |
| 1991                                        | Вторая низшая лига, 6 зона            | 1     | 42 | 29 | 7   | 6  | 72-25 | Владимир Пронин                                            | Получил право перейти во Вторую лигу                      |

### Россия (первенства)
| Год     | Соревнование/Турнир                  | Зона                                 | Место        | И  | В  | Н  | П   | Мячи                           | Тренер | Примечания                                                                                           |
| ------- | ------------------------------------ | ------------------------------------ | ------------ | -- | -- | -- | --- | ------------------------------ | --- | --- |
| 1992    | Первая лига                          | «Запад»                              | 17 из 18     | 34 | 6  | 9  | 19  | 36-65                          | Владимир Пронин, Владимир Гончаров                                                                            | Вылетел во Вторую лигу                                                                               |
| 1993    | Вторая лига                          | 5                                    | 10 из 16     | 30 | 11 | 4  | 15  | 27-41                          | Владимир Гончаров                                                                                             | Переведен в Третью лигу                                                                              |
| 1994    | Третья лига                          | 4                                    | 6 из 13      | 24 | 10 | 5  | 9   | 32-23                          | Александр Фёдоров                                                                                             | |
| 1995    | Третья лига                          | 4                                    | из 13        | 24 | 15 | 4  | 5   | 39-17                          | Александр Фёдоров                                                                                             | Перешел во Вторую лигу                                                                               |
| 1996    | Вторая лига/ Второй дивизион         | «Запад»                              | 20 из 20     | 38 | 3  | 10 | 25  | 26-81                          | Александр Фёдоров                                                                                             | Переведён в зону «Центр»                                                                             |
| 1997    | Вторая лига/ Второй дивизион         | «Центр»                              | 18 из 21     | 40 | 8  | 10 | 22  | 38-69                          | Марк Рубин | Переведён в зону «Запад»                                                                             |
| 1998    | Вторая лига/ Второй дивизион         | «Запад»                              | 8 из 21      | 40 | 21 | 10 | 9   | 47-27                          | Борис Раппопорт                                                                                               | |
| 1999    | Вторая лига/ Второй дивизион         | «Запад»                              | 13 из 20     | 38 | 11 | 12 | 15  | 31-39                          | Борис Раппопорт                                                                                               | Потерял статус профессионального клуба и заявился в КФК                                              |
| 2000    | КФК                                  | «Северо-Запад»                       | из 12        | 20 | 16 | 3  | 1   | 81-16                          | Сергей Герасимец, Сергей Ломакин                                                                              | Перешел во Второй дивизион за счёт победы в Кубке России среди любительских клубов                   |
| 2001    | Второй дивизион                      | «Запад»                              | из 20        | 38 | 29 | 6  | 3   | 84-21                          | Сергей Ломакин, Сергей Веденеев                                                                               | Перешел в Первый дивизион за счёт победы в стыковых матчах                                           |
| 2002    | Первый дивизион                      | Первый дивизион                      | 16 (4) из 18 | 34 | 9  | 9  | 16  | 28-56                          | Сергей Ломакин, Дмитрий Галямин, Валерий Гладилин                                                             | |
| 2003    | Первый дивизион                      | Первый дивизион                      | 5 из 22      | 42 | 23 | 8  | 11  | 66-37                          | Олег Долматов, Владимир Казачёнок                                                                             | Команда была расформирована                                                                          |
|         |                                      |                                      |              |    |    |    |     |                                | | |
| 2007    | Второй дивизион                      | «Запад»                              | из 16        | 30 | 14 | 11 | 5   | 47-27                          | Сергей Дмитриев, Юрий Желудков (и. о.), Леонид Ткаченко                                                       | Воссоздан на базе «Петротреста» (переименование с предоставлением места в Первом дивизионе)          |
| 2008    | Второй дивизион                      | «Запад»                              | 7 из 19      | 34 | 15 | 8  | 13  | 55-45                          | Леонид Ткаченко, Вячеслав Мельников, Эдуард Малофеев                                                          | |
| 2009    | Второй дивизион                      | «Запад»                              | из 19        | 36 | 24 | 7  | 5   | 63-28                          | Эдуард Малофеев                                                                                               | Перешел в Первый дивизион                                                                            |
| 2010    | Первый дивизион                      | Первый дивизион                      | 16 из 20     | 38 | 9  | 10 | 19  | 53-32                          | Александр Аверьянов, Григорий Михалюк (и. о.), Борис Журавлёв, Эдуард Малофеев, Сергей Францев, Игорь Зазулин | Вылетел во Второй дивизион. Потеря статуса профессионального клуба                                   |
| 2011/12 | Третий дивизион                      | «Северо-Запад»                       | —            | 3  | 0  | 0  | 3   | 1-5                            | Роман Израилев                                                                                                | Снялся по ходу сезона.                                                                               |
| 2013/14 | Первенство ФНЛ                       | Первенство ФНЛ                       | 14 из 19     | 36 | 12 | 7  | 17  | 38-46                          | Борис Журавлёв, Павел Гусев                                                                                   | Воссоздан на базе «Петротреста», вышедшего в ФНЛ                                                     |
| 2014/15 | Первенство ФНЛ                       | Первенство ФНЛ                       | 18 из 18     | 34 | 2  | 7  | 25  | 18-63                          | Адьям Кузяев                                                                                                  | Вылетел в Первенство ПФЛ. Клуб расформирован (возрождён «Петротрест»), и позже возрождён («Динамо»). |
| 2015/16 | Первенство ПФЛ                       | «Запад»                              | 7 из 15      | 28 | 14 | 5  | 9   | 44-31                          | Александр Точилин                                                                                             | |
| 2016/17 | Первенство ПФЛ                       | Первенство ПФЛ                       | из 14        | 26 | 20 | 4  | 2   | 66-19                          | Александр Точилин                                                                                             | Перешел в ФНЛ                                                                                        |
| 2017/18 | Первенство ФНЛ                       | Первенство ФНЛ                       | 6 из 20      | 38 | 13 | 16 | 9   | 52-47                          | Александр Точилин                                                                                             | Команда была расформирована                                                                          |
| 2019    | Чемпионат Санкт-Петербурга           | Чемпионат Санкт-Петербурга           | из 8         | 21 | 12 | 6  | 3   | 44-20                          | Юрий Солнцев                                                                                                  | Воссоздан на базе клуба «ЛАЗ».                                                                       |
| 2020    | Третий дивизион                      | «Северо-Запад»                       | из 7         | 12 | 11 | 1  | 0   | 28-7                           | Сергей Полтавец                                                                                               | |
| 2020    | Третий дивизион                      | финал. турнир                        | 5 из 10      | 5  | 2  | 1  | 2   | 10-9                           | Дмитрий Прошин (и. о.)                                                                                        | 3-е место из 5 в группе B и победа в матче за 5-е место                                              |
|         | Чемпионат Санкт-Петербурга (IV див.) | Чемпионат Санкт-Петербурга (IV див.) | из 12        | 11 | 8  | 3  | 0   | 39-5                           | Сергей Полтавец                                                                                               | Первый этап: 2-е место из 12                                                                         |
| 3       | Чемпионат Санкт-Петербурга (IV див.) | Чемпионат Санкт-Петербурга (IV див.) | из 12        | 2  | 0  | 1  | 7-4 | Второй этап (за 1-е—4-е места) | Сергей Полтавец                                                                                               | |
| 2021    | Чемпионат Санкт-Петербурга (IV див.) | Чемпионат Санкт-Петербурга (IV див.) | из 10        | 18 | 14 | 3  | 1   | 56-16                          | Владислав Галкин                                                                                              | Начинала сезон основная команда, продолжала — городская (вторая)                                     |
| 2021/22 | ФНЛ-2 / Вторая лига                  | группа 2                             | 10 из 21     | 18 | 8  | 4  | 6   | 25-22                          | Александр Куртеян                                                                                             | Первый этап, подгруппа 1: 4-е место из 11                                                            |
| 2021/22 | ФНЛ-2 / Вторая лига                  | группа 2                             | 10 из 21     | 12 | 3  | 3  | 6   | 13-20                          | Александр Куртеян                                                                                             | Второй этап, подгруппа «А» (за 1—12-е места): 10-е место из 12 (старт — с 9-го места)                |
| 2022/23 | ФНЛ-2 / Вторая лига                  | группа 2                             | 14 из 22     | 20 | 5  | 8  | 7   | 24-24                          | Александр Куртеян, Борис Горовой (и. о.)                                                                      | Первый этап, подгруппа 1: 8-е место из 11                                                            |
| 2022/23 | ФНЛ-2 / Вторая лига                  | группа 2                             | 14 из 22     | 10 | 5  | 2  | 3   | 14-14                          | Дмитрий Белоруков                                                                                             | Второй этап, подгруппа «Б» (за 13—22-е места): 2-е место из 10 (старт — со 2-го места)               |
| 2023    | Вторая лига, дивизион «Б»            | группа 2                             | 9 из 18      | 17 | 7  | 2  | 8   | 19-18                          | Дмитрий Белоруков                                                                                             | |
| 2024    | Вторая лига, дивизион «Б»            | группа 2                             | 9 из 16      | 30 | 11 | 6  | 13  | 54-50                          | Алексей Шерстнёв, Александр Фомичёв                                                                           | |

1. 1 2  На втором этапе учитывалась часть матчей первого этапа. Приведены показатели в сыгранных на втором этапе матчах.

### Кубок СССР
- 1936 — 1/4 финала
- 1937 — 1/16 финала
- 1938 — 1/2 финала
- 1939 — 1/16 финала
- 1944 — 1/4 финала
- 1945 — 1/4 финала
- 1946 — 1/8 финала
- 1947 — 1/2 финала
- 1948 — 1/8 финала
- 1949 — 1/16 финала
- 1950 — 1/16 финала
- 1951 — 1/16 финала
- 1952 — 1/2 финала
- 1953 — 1/8 финала
- 1961 — 1/128 финала
- 1962 — 1/16 финала
- 1963 — 1/4 финала
- 1964 — 1/64 финала
- 1965 — 1/4 финала
- 1965/1966 — 1/8 финала
- 1966/1967 — 1/64 финала
- 1967/1968 — 1/16 финала
- 1969 — 1/64 финала
- 1970 — 1/64 финала
- 1971 — 1/16 финала
- 1972 — 1/8 финала
- 1977 — 1/32 финала
- 1978 — 1/32 финала
- 1979 — 1 зона, 6 место
- 1980 — 1 зона, 1 место

### Кубок России
- 1992/1993 — 1/64 финала
- 1993/1994 — 1/64 финала
- 1994/1995 — 1/256 финала
- 1995/1996 — 1/128 финала
- 1996/1997 — 1/128 финала
- 1997/1998 — 1/128 финала
- 1998/1999 — 1/16 финала
- 1999/2000 — 1/64 финала
- 2000/2001 — 1/256 финала (Команда не сыграла ни одного матча — техн. поражение в первом раунде.)*
- 2001/2002 — 1/64 финала
- 2002/2003 — 1/8 финала
- 2003/2004 — 1/16 финала
- 2007/2008 — 1/128 финала
- 2008/2009 — 1/256 финала
- 2009/2010 — 1/256 финала
- 2010/2011 — 1/16 финала
- 2013/2014 — 1/32 финала
- 2014/2015 — 1/32 финала
- 2015/2016 — 1/256 финала
- 2016/2017 — 1/64 финала
- 2017/2018 — 1/8 финала
- 2021/2022 — 1/128 финала
- 2022/2023 — 1/32 финала
- 2023/2024 — 1/64 финала
- 2024/2025 — 2-й раунд пути регионов

* В 2000 году команда участвовала в Кубке МРО «Северо-Запад» и финальном турнире Кубка России среди КФК, проходившем в Санкт-Петербурге с 18 по 22 сентября. Оба турнира выиграла.

## Фарм-клубы

### История «Динамо-2»
Дублирующий состав «бело-голубых» существовал ещё в СССР. В советское время клубная команда «Динамо» («Динамо-2») принимала участие в двух розыгрышах Кубка СССР как обладатель Кубка Ленинграда: в 1950 и 1953 годах. В Ленинграде также существовала команда «Динамо-7», завоевавшая в 1966 году Кубок города.
В 1968 и 1969 годах в классе «Б» первенства СССР (третьей по силе лиге) принимала участие команда «Динамо-клубная» (Ленинград), оба раза она занимала 1-е место в зональном турнире (8-я зона). В 1970-е команда «Динамо-клубная» играла в розыгрышах Кубке СССР для команд КФК, и в 1979 году стала победителем турнира.
В 1998—1999 годах в Первенстве КФК (зона «Северо-Запад») участвовала команда «Динамо»-д Санкт-Петербург. Главным тренером команды был Виктор Виноградов. В 2002—2003 годах в качестве фарм-клуба использовалась городская команда, носившая название «Динамо-дубль» («Динамо-д»/«Динамо-2»).
В марте 2003 фарм-клуб стал победителем турнира «Зима-2003». В 2003 году для участия в Первенстве среди клубов КФК 2003 дубль объединился с командой «Приозерск» из одноимённого города Ленинградской области. Клуб по итогам турнира занял 4-е место в зоне «Северо-Запад». Возглавлял дубль в эти годы (по июль 2003) Сергей Герасимец.
В 2013 году у профессиональной команды «Динамо» из ФНЛ существовал фарм-клуб, выступавший под названием «Динамо»-М СПб и образованный на базе «Петротреста»-М. Команда заняла 3-е место в Первой лиге чемпионата Санкт-Петербурга (до 15 июля играла под названием «Петротрест»-М). В сезоне-2017/18 в зоне «Запад» первенства ПФЛ выступала вторая команда «Динамо», преобразованная из молодёжной команды («Динамо»-М), участвовавшей в Первенстве России среди футбольных клубов третьего дивизиона 2016 (МРО «Северо-Запад»). В сезоне-2017/18 команда заняла 10-е место. В 2018 году дубль был расформирован в связи с ликвидацией основной команды и её переездом в Сочи.
«Динамо-Центр»
В апреле 2022 года ФК «Динамо» Санкт-Петербург и СШОР Центрального района № 1 подписали соглашение о сотрудничестве. В связи с этим у фарм-клуба сменилось название на «Динамо-Центр». Команда обновила состав за счёт молодых воспитанников городского и областного футбола, но сохранила игроков основы. Главным тренером был назначен Александр Борисович Колодкин. В чемпионате Санкт-Петербурга заняла 5-е место. В следующем сезоне под руководством тренера Виталия Турецкого дублирующий состав из игроков не старше 21 года занял 8 место.
Во время Зимнего Первенства города 2023/24 фарм-клубу было возвращено название «Динамо-2». В конце этого турнира коллектив возглавлял уже Дмитрий Прошин. В 2024 году среди участников чемпионата Санкт-Петербурга в рамках III российского дивизиона значилась команда «Динамо-2».

### Достижения
Чемпионат Санкт-Петербурга
- Серебряный призёр (1): 2024

Кубок Ленинграда / Санкт-Петербурга
- Обладатель (1): 1953
- Финалист (1): 2024

## Футбольная школа
На протяжении многих лет футбольная школа «Динамо» уверенно выступала в чемпионате Санкт-Петербурга в высшей группе и поставляла в команду мастеров молодых футболистов.
С 1990-х годов школа являлась отделением футбола детско-юношеской спортивной школы Петроградского района. Стадион «Динамо», как и футбольная школа и другие спортивные секции, располагавшиеся там, пришли в упадок.
Во времена руководства Сергея Амелина профессиональным клубом «Динамо» состояние футбольной школы значительно улучшилось. В 2002 году воспитанники вызывались в юношеские сборную России и сборную Санкт-Петербурга. Воспитанники 1987 года рождения проходили тренировочные сборы в Италии.
Перед сезоном 2004 года была организована вторая детско-юношеская школа «Динамо», выступающая во второй группе первенства под названием «Спорт-Динамо» (иногда в связи с тем, что название «Спорт» было позаимствовано у первой футбольной команды Санкт-Петербурга, основанной в 1897 году, коллектив называли «Спорт-1897 — Динамо»). Начиная с 2004 года после лишения ФК «Динамо» статуса профессионального клуба начался постепенный отток талантливых молодых футболистов в другие детско-юношеские школы и упадок школы «Динамо». После окончания сезона 2006 года школа «Спорт-Динамо» обрела самостоятельность и была переименована в «Спорт-1897».
В сезоне 2007 года детско-юношеские клубы «Динамо» по результатам чемпионата покинули высшую лигу, заняв в ней последнее место. Клуб «Динамо», созданный на базе «Петротреста» в целях экономии отказался от поддержки детско-юношеской школы. До 2008 года дети играли в форме, купленной ещё в 2003 году при Сергее Амелине. С этого же года поддержкой футбольной школы в качестве технического спонсора занимается охранное предприятие «Альфа-Норд Секьюрити». По итогу сезона 2008 года коллектив «Динамо» выиграл первенство Санкт-Петербурга среди команд первой группы и получил право вернуться в высшую лигу.
Тем не менее в 2009 году клуб заключил договор о сотрудничестве с ДЮСШ «Московская застава», выступающей в первой лиге городских соревнований, что вызвало недовольство среди болельщиков: в частности, с заявлением выступили две самые авторитетные организованные группировки болельщиков:

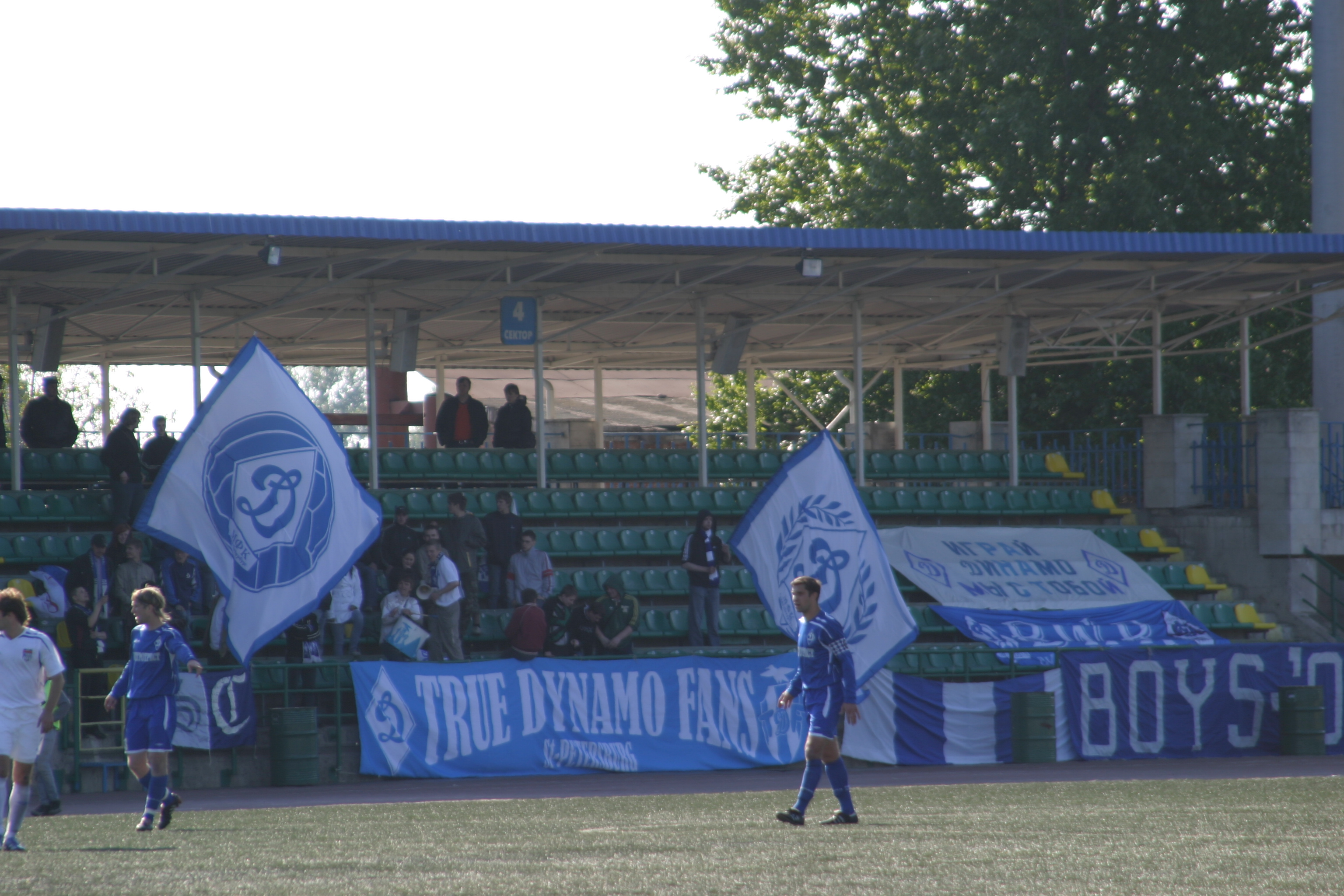
Болельщики «Динамо»

- «Бело-голубые рейнджеры» (англ. Blue-white rangers, BWR):

В связи с тем, что руководство клуба «Динамо СПб» отказалось от исторической школы ДЮСШ «Динамо Санкт-Петербург» в пользу ДЮСШ «Московская застава», тем самым потеряв связь со своими историческими корнями и легендарным именем «Динамо Санкт-Петербург», мы считаем, что нынешнее название «Динамо Санкт-Петербург» является только брендом и не согласны с политикой, которую ведёт руководство клуба. Мы также считаем, что клуб при таком руководстве не достоин носить великое имя «Динамо» и продолжать работу в этой сфере.
- «Верные фанаты Динамо» (англ. True Dynamo Fans):

В условиях сложившейся ситуации с отказом руководства ФК «Динамо Санкт-Петербург» от ДЮСШ «Динамо Санкт-Петербург», мы заявляем, что подобные шаги не допустимы для клуба с великим именем «Динамо». Нам совершенно ясно, что руководство клуба не планирует решать какие-либо долгосрочные задачи и поэтому не желает тратить деньги на развитие Динамовской школы. Мы считаем этот шаг равносильным отказу от имени Динамо со стороны руководства клуба и требуем:

1) Осуществлять финансовую поддержку ДЮСШ Динамо в полном объёме

2) Почитать исторические даты в истории Динамо

3) Считаться с мнением болельщиков

Если до конца февраля не будет организовано финансирование школы, то мы будем делать всё от нас зависящее, чтобы сменить руководство клуба. А к 31 мая 2009 года должны быть выполнены все наши условия!
Технический директор клуба Валентин Белавин объяснил произошедшее тем, что клуб был вынужден подчиниться вышестоящему решению губернатора Санкт-Петербурга Валентины Матвиенко.
В декабре 2009 года было принято решение о возобновлении сотрудничества со школой и о комплектовании состава команды «Динамо-2», выступающей в первенстве Санкт-Петербурга, воспитанниками школы «Динамо».
С 2011 года охранное предприятие «Альфа-Норд Секьюрити» занимается поддержкой команды «Динамо-М». В 2012 году при участии холдинга футбольная школа обрела независимость от спортшколы Петроградского района, став Центром дополнительного образования по подготовке юных футболистов «Динамо-СПб». Благодаря этой же фирме и издательскому дому «Коммерсантъ» для ДЮСШ в Васкелово было обустроено два мини-футбольных поля.
С 2013 по 2015 год профессиональная команда «Динамо», принадлежавшая холдингу «Петротрест», не сотрудничала с одноимённой футбольной школой. Вместо этого президент клуба Леонид Цапу в целях экономии под брендом «Динамо» на различных соревнованиях выступали детско-юношеские команды ДЮСШ «Локомотив Санкт-Петербург».
В начале сезона ПФЛ 2015/16 клуб, воссозданный Борисом Ротенбергом, подписал контракт с ДЮСШ «Динамо». Школе были оплачены поездки на соревнования МРО «Северо-Запад» для нескольких возрастов. Однако, с командами «Динамо» и «Динамо-М», играющими в чемпионате и молодёжном первенстве Санкт-Петербурга не сотрудничала. Но 24 сентября 2015 года клуб официально поздравил «Динамо-М» с победой в молодёжном первенстве города и с повышением в классе.
3 декабря 2015 было объявлено, что клуб поддержит городские команды в соревнованиях.
Однако, профессиональный клуб «Динамо» не включил в свою систему любительскую команду выпускников ДЮСШ «Динамо» из городского чемпионата по ряду юридических причин.
13 марта 2016 года клуб заявил молодёжную команду «Динамо-СПб»-М в Третий дивизион. В команду были заявлены молодые игроки как городского «Динамо-М», так и молодые футболисты профессиональной команды. Кроме того, команда была усилена несколькими опытными игроками городского клуба «Динамо». Команда заняла 7-е место, набрав 19 очков, забив и пропустив по 28 мячей. В следующем сезоне 2017/18 на базе команды «Динамо-М», участвовавшей в зоне «Северо-Запад» Первенства России среди футбольных клубов третьего дивизиона 2016 года, была образована вторая команда «Динамо», которая выступала в зоне «Запад» первенства ПФЛ, главным тренером был Кирилл Новиков, тренером — Владислав Галкин, команда заняла 10-е место из 14.
Несмотря на поддержку футбольной школы со стороны профессионального клуба «Динамо» в 2015—2018 годах (а также расформирование этого клуба), фирма «Альфа-Норд Секьюрити» и её руководство продолжает быть партнёром детско-юношеских команд и по сей день.
Футбольный клуб «Динамо», воссозданный в 2019 году, не начал сотрудничество с исторической школой. Вместо этого в апреле 2022 года было подписано соглашение о сотрудничестве с СШОР Центрального района № 1.
В феврале 2023 года клуб объявил об открытии детской футбольной академии «Динамо» Санкт-Петербург. Команда академии «Динамо-Север» заняла 1-е место в первой лиге чемпионата Санкт-Петербурга среди молодёжных команд.

### Городская команда при ДЮСШ
В 2002 году при СДЮШОР «Динамо» (при отделении футбола СШ Петроградского района) существовала мужская команда, она была укомплектована воспитанниками футбольной школы. Коллектив под руководством Сергея Герасимца участвовал в соревнованиях Санкт-Петербурга, одновременно являясь фарм-клубом для профессионального клуба.
В 2012 году на базе молодёжки, завоевавшей золотые медали в Высшей лиге Первенства Санкт-Петербурга среди молодёжных команд, был сформирован коллектив бело-голубых для участия в Зимнем турнире МРО «Северо-Запад» на призы Полпреда президента в СЗФО, занял на этом турнире последнее 12-е место. В 2013 году «Динамо» принимало участие в первой лиге первенства Санкт-Петербурга, заняв 1-е место в таблице и выиграв путёвку в Высшую лигу. В 2014 году в Высшей лиге команда заняла 5-е место. В феврале 2015 вновь участвовал в Зимнем турнире МРО «Северо-Запад», выступал параллельно одноимённому клубу из ФНЛ и занял 8-е место (из 8 участников). В 2015 году командой было занято 4-е место в Высшей лиге. В межсезонье «Динамо» участвовало в Зимнем первенстве Санкт-Петербурга 2015/2016, заняв в розыгрыше 13-е место. Главным тренером в эти годы был Роман Ильич Израилев, являвшийся одновременно одним из тренеров спортшколы «Динамо».
В 2016 году данная городская команда по решению её спонсора и администрации была расформирована. Основной причиной выступила позиция руководства профессионального клуба «Динамо», выступавшего в ПФЛ и не желавшего поддерживать любительский коллектив.

#### Статистика мужской команды
| Год  | Турнир                                  | Место | В  | Н | П  | Мячи    | О  | Главный тренер    | Бомбардир — мячи (матчи) | Примечания                                         |
| ---- | --------------------------------------- | ----- | -- | - | -- | ------- | -- | ----------------- | ------------------------ | -------------------------------------------------- |
| 2002 | Чемпионат Санкт-Петербурга[уточнить]    | 7     | 6  | 2 | 12 | 27 — 43 | 20 | Сергей Герасимец  | К. Афоненко — 5 (18)     |                                                    |
|      |                                         |       |    |   |    |         |    |                   |                          |                                                    |
| 2013 | Чемпионат Санкт-Петербурга, Первая лига |       | 15 | 4 | 3  | 67 - 29 | 49 | Роман Израилев    | К. Никитин — 15 (12)     | Сформирована на базе городской молодёжной команды. |
| 2014 | Чемпионат Санкт-Петербурга, Высшая лига | 5     | 9  | 3 | 6  | 36 - 29 | 30 | Роман Израилев    | В. Галкин — 7 (9)        |                                                    |
| 2015 | Чемпионат Санкт-Петербурга, Высшая лига | 4     | 10 | 2 | 6  | 36 - 34 | 32 | Роман Израилев    | В. Галкин — 12 (10)      | Расформирована перед началом сезона 2016 года.     |
| 2022 | Чемпионат Санкт-Петербурга, Первая лига | 6     | 9  | 2 | 9  | 44 - 36 | 29 | Петр Биктеев      | А.Рябов - 18(9)          | Сформирована на базе городской молодёжной команды. |
| 2023 | Чемпионат Санкт-Петербурга, Первая лига | 8     | 11 | 1 | 7  | 65 - 31 | 34 | Петр Биктеев      | А.Грибанов - 14(8)       |                                                    |
| 2024 | Чемпионат Санкт-Петербурга, Первая лига | 8     | 7  | 1 | 11 | 52 - 44 | 22 | Павел Шильмейстер | Ю.Савин - 18(9)          |                                                    |

### Молодёжная команда при ДЮСШ
С 2011 году в Санкт-Петербурге проводится Первенство среди молодёжных команд. При футбольной школе «Динамо» формируется молодёжная команда из собственных воспитанников и юношей из других школ.
В 2022 году молодёжная команда «СШ Петроградского р-на — „Динамо“» выступила в Чемпионате Санкт-Петербурга среди мужских команд в первой лиге и заняла 6-е место. Также ещё одна команда «СШ Петроградского р-на — „Динамо“» по итогам сезона в Первенстве среди молодёжных команд 2022 года заняла 2-е место в первой лиге и в переходном матче завоевала путевку в Высшую лигу.

#### Статистика «Динамо»-м с 2011 года
| Год  | Турнир                                                            | М  | Бомбардир — мячи (матчи) | Гл.тренер        |
| 2011 | Первенство Санкт-Петербурга среди молодёжных команд. Первая лига. |    | А.Сокольников – 15(7)    | Израилев Р.И.    |
| 2012 | Первенство Санкт-Петербурга среди молодёжных команд. Высшая лига. | 8  | М.Родин – 19(9)          | Малков В.Н.      |
| 2013 | Первенство Санкт-Петербурга среди молодёжных команд. Высшая лига. | 12 | С.Петров – 10(10)        | Малков В.Н       |
| 2014 | Первенство Санкт-Петербурга среди молодёжных команд. Первая лига. | 2  | Х.Исмаилов – 13(13)      | Сальцин В.В.     |
| 2015 | Первенство Санкт-Петербурга среди молодёжных команд. Первая лига. |    | Д.Дробыш – 12(32)        | Сальцин В.В.     |
| 2016 | III дивизион. Первенство России МРО «Северо-Запад»                | 7  | В.Галкин – 14(8)         | Галкин В.С.      |
| 2016 | Первенство Санкт-Петербурга среди молодёжных команд. Высшая лига. | 4  | Д.Суконкин – 16(8)       | Сальцин В.В.     |
| 2017 | Первенство Санкт-Петербурга среди молодёжных команд. Высшая лига. | 6  | Е.Ремизов - 6(5)         | Галайдыч М.С.    |
| 2018 | Первенство Санкт-Петербурга среди молодёжных команд. Высшая лига. | 4  | Д.Бунаков – 20(5)        | Галайдыч М.С.    |
| 2019 | Первенство Санкт-Петербурга среди молодёжных команд. Высшая лига. | 4  | Д.Суконкин – 10(14)      | Зуев Д.М.        |
| 2020 | Первенство Санкт-Петербурга среди молодёжных команд. Высшая лига. | 10 | А.Борисенко – 13(4)      | Сальцин В.В.     |
| 2021 | Первенство Санкт-Петербурга среди молодёжных команд. Первая лига. | 3  | А.Болдырев – 12(16)      | Шильмейстер П.А. |
| 2022 | Первенство Санкт-Петербурга среди молодёжных команд. Первая лига. | 2  | Д.Дмитриенко -12(12)     | Шильмейстер П.А. |
| 2023 | Первенство Санкт-Петербурга среди молодёжных команд. Высшая лига. | 7  | А.Грибанов – 17(7)       | Семыкин Н.Д.     |
| 2024 | Первенство Санкт-Петербурга среди молодёжных команд. Высшая лига. | 5  | Н.Озеров – 16(7)         | Семыкин Н.Д.     |

Также молодёжная команда «Динамо» принимала участие в Весеннем турнире МРО «Северо-Запад» среди молодёжных команд (U-21) в 2016, 2017 и 2018 годах (в 2016 году заняла 1-е место, в 2017 и 2018 — 3-е).

### «Динамо-Север», с 2024 "Динамо-М"
| Год  | Турнир                                                            | М | Бомбардир — мячи (матчи) | Гл.тренер     |
| 2023 | Первенство Санкт-Петербурга среди молодёжных команд. Первая лига. |   | Илья Уткин – 16(8)       | Турецкий В.М. |
| 2024 | Первенство Санкт-Петербурга среди молодёжных команд. Высшая лига. | 4 | Всеволод Бобров – 17(16) | Турецкий В.М. |

Болельщики
В советское время матчи команды посещали десятки тысяч ленинградских болельщиков. Особенно это проявлялось на Ленинградском дерби. Но в связи с понижением в классе во второй половине XX века, а также из-за неоднократного расформирования клуба в постсоветское период, база болельщиков постепенно уменьшилась.
Фанатское движение, по мнению его представителей, зародилось в 1984 году. В 1998 году была основана первая организованная группа поддержки под названием «Blue-White Goblins». Самыми крупными объединениями фанатов в 2000-е года являлись Blue-White Rangers (известные как «Странники») и True Dynamo Fans.
Фанаты петербургского «Динамо» придерживаются линии умеренного нейтралитета, не заявляя о тесной дружбе или яростной вражде с другими фанатскими движениями. В то же время с лояльностью относятся к динамовским коллективам по всей России и Республике Беларусь. В разное время столкновения проходили со многими коллективами, встречавшимися в низших лигах российского чемпионата, так потенциально экстремальными считаются встречи с оппонентами, что болеют за футбольные клубы из Калининграда и Петрозаводска. Также нельзя назвать добрососедскими отношения с представителями "Зенита".

### Отношения с «Зенитом»
На протяжении советской истории ленинградского футбола отношения между болельщиками «Зенита» и «Динамо» были нейтральными. В начале 2000-х представители фан-движения «сине-бело-голубых» поддерживали «Динамо» и дружили с его фанатами. Но после ухудшения отношений фанатов «Зенита» с фанатами московского «Динамо», отношения между активными болельщиками петербургских клубов испортились. В настоящее время они максимально неприязненные, практически вражеские. В целях соперничества и доминирования в Санкт-Петербурге фанатами «Зенита» был придуман лозунг «Один город — одна команда».

### Известные болельщики
- Дмитрий Шостакович[203] — советский композитор, пианист и музыкальный педагог. Активно посещал матчи. Был знаком с футболистами и тренерами команды, вёл статистику матчей;
- Михаил Дудин[204] — советский поэт, прозаик, журналист и переводчик. Посещал матчи команды;
- Игорь Владимиров[204] — советский актёр, режиссёр театра и кино, театральный педагог. Посещал матчи команды;
- Иосиф Бродский[205] — русский и американский поэт, драматург, эссеист и переводчик. Посещал матчи, болел за Геннадия Орлова во время игры того в ленинградском «Динамо»;
- Анатолий Найман[205] — русский поэт, эссеист, переводчик, прозаик и мемуарист. Посещал матчи, болел за Геннадия Орлова во время игры того в ленинградском «Динамо»;
- Георгий Штиль[206] — советский и российский актёр театра, кино и дубляжа. Болел за команду в детстве, ходил на матчи вместе с отцом;
- Борис Грызлов[207] — российский политический и государственный деятель, бывший Министр внутренних дел РФ. Неоднократно участвовал в деятельности по возрождению клуба, состоял в попечительском совете;
- Сергей Романов[208][209] — профессиональный боец ММА организации М-1 Global. Бывший футболист (выпускник ДЮСШ «Московская Застава»), а также футбольный хулиган посещавший матчи до карьеры бойца. До сих пор следит за результатами команды.

### Рекордсмены «Динамо» в чемпионатах и первенствах СССР и России[210]
Рекордсмены по числу проведённых игр                                                                   Лучшие бомбардиры
| #  | Футболист           | Период                         | Матчи | #  | Футболист           | Период                   | Голы |
| 1  | Владимир Петров     | 1962 – 1969                    | 221   |    | Бутусов Михаил *    | 1931 - 1936              | 79   |
| 2  | Резо Чохонелидзе    | 1977 – 1982                    | 217   | 2  | Войнов Владимир     | 1965 - 1969              | 56   |
| 3  | Владимир Баскаков   | 1962 – 1972                    | 210   | 3  | Лотков Василий      | 1936 - 1951              | 54   |
| 4  | Юрий Белов          | 1970 – 1972, 1978 – 1979       | 206   | 4  | Гончаров Владимир   | 1975 - 1978              | 48   |
| 5  | Войнов Владимир     | 1965 – 1969                    | 196   | 5  | Викторов Анатолий   | 1940 – 1952              | 45   |
| 6  | Вaсилий Лoткoв      | 1936 – 1951                    | 194   | 6  | Краснов Марк *      | 2019 - 2021              | 41   |
| 7  | Владимир Решетников | 1968 – 1972                    | 193   | 7  | Говорунов Борис     | 1969 – 1972              | 40   |
| 8  | Владимир Ильин      | 1980 – 1986                    | 187   | 8  | Почепцов Андрей     | 1991 – 1992, 1997 – 1999 | 43   |
| 9  | Андрей Почепцов     | 1991 – 1992, 1997 – 1999       | 183   | 9  | Гаврилов Владимир   | 1979 - 1984              | 37   |
| 10 | Владимир Кондрашов  | 1968 – 1973                    | 178   | 10 | Кулешов Антон       | 2015 – 2018              | 36   |
| 11 | Oлeг Oшeнкoв        | 1936 – 1947                    | 171   | 11 | Никольский Владимир | 1966 – 1968, 1973 - 1976 | 36   |
| 13 | Борис Карасёв       | 1962 – 1967                    | 167   | 12 | Гонежуков Азамат    | 2008 – 2010              | 35   |
| 13 | Владимир Поляков    | 1972 – 1976                    | 158   | 13 | Чучелов Борис       | 1949 – 1951              | 35   |
| 14 | Maксим Рoгoв        | 2009 – 2010, 2014 – 2018       | 158   | 14 | Соколов Евгений     | 1980 - 1983              | 35   |
| 15 | Юрий Соловьев       | 1968 – 1972                    | 157   | 15 | Рогов Максим        | 2009 – 2010, 2014 – 2018 | 34   |
| 16 | Aнaтoлий Виктoрoв   | 1940 – 1952                    | 155   | 16 | Тимофеев Юрий       | 1979, 1984 - 1985        | 34   |
| 17 | Андрей Пласковский  | 1994 – 1999                    | 151   | 17 | Карасёв Борис       | 1962 - 1967              | 32   |
| 18 | Владислав Басков    | 1999 – 2003, 2007              | 150   | 18 | Варфоломеев Сергей  | 1986 – 1990, 2000        | 32   |
| 19 | Юрий Харитонов      | 1968 – 1972                    | 149   | 19 | Алов Аркадий        | 1938 - 1947              | 31   |
| 20 | Владимир Гаврилов   | 1979 - 1984                    | 148   | 20 | Карасев Борис       | 1962 - 1967              | 31   |
| 21 | Андрей Кондрашов    | 1990 – 1993, 2002 – 2003, 2007 | 146   | 21 | Поляков Владимир    | 1972 - 1976              | 30   |

*- для игроков сыгравших в чемпионате СПб 1930-1935, и 2019-2021

## Факты
- В ленинградском «Динамо» в разное время играли будущие спортивные комментаторы Виктор Набутов, Владислав Гусев, Владимир Перетурин и Геннадий Орлов;
- За всю историю своего существования клуб «Динамо» по меньшей мере 7 раз был расформирован (в 1954, 1999, 2004, 2010, 2011, 2015 и 2018 годах).
- По воспоминаниям комментатора Геннадия Орлова, в 1968—1969 годах болельщики дали команде бразильское прозвище «сантос» из-за того, что цвет футболок клуба был жёлтый, что напоминало форму бразильцев[211].

## Футбол и политика

### Борьба с ведомством Берии
Существует версия, согласно которой расформирование ленинградского «Динамо» после 1953 года, произошло в рамках противостояния с подведомственными организациями Лаврентия Берии.

### Решение Смольного
Уход Юрия Морозова в 1978 году с поста главного тренера был связан решением руководства города сделать ставку на «Зенит» в качестве главной команды города.

### Ликвидация после выборов губернатора
В 2003 году во время губернаторских выборов в Санкт-Петербурге президент «Динамо» Сергей Амелин открыто поддерживал Анну Маркову, которая проиграла борьбу за губернаторский пост Валентине Матвиенко. Существует версия, что именно месть Валентины Матвиенко, решившей наглядно продемонстрировать недопустимость политического несогласия с ней, стала причиной расформирования профессиональной команды «Динамо» после сезона 2003 года. Сразу после выборов администрация города прекратила финансирование команды. По мнению бывшего тренера клуба Виктора Виноградова, команду тогда «зарыли».

### Расформирование 2018 года
Возможно, вопрос о переезде команды в 2018 году решался на «высшем уровне»: президентом страны, Владимиром Путиным, который является близким другом тогдашнего владельца петербургского «Динамо» Бориса Ротенберга, а также министром спорта Павлом Колобковым, сказавшим, что каждый стадион, принимавший чемпионат мира по футболу 2018, будет применён в чемпионате и первенстве России. Также есть мнение, что в очередном расформировании виновата «монопольная политика» «Зенита» и сотрудники его спонсорской компании «Газпром».
Против расформирования и переезда бело-голубых, а также за сохранение бренда и футбольной школы «Динамо» выступал депутат фракции «Единая Россия» в Законодательном собрании Санкт-Петербурга Алексей Цивилёв.
По информации комментатора и журналиста Геннадия Орлова, расформирование и переезд клуба в Сочи состоялось именно по просьбе руководства страны для освоения стадиона «Фишт».
Журналист и видеоблогер Павел Городницкий не верит в версию изгнания клуба силами «Зенита» и его спонсора, а также считает, что создание «Сочи» после расформирования «Динамо» — это социально-политический проект.
В то же время первые слухи о переезде клуба в Сочи появились в прессе вскоре после того, как Динамо обыграло в Кубке России Зенит (3:2), а подтвердились они к окончанию футбольного сезона 2017-2018.